# Leucate
Leucate (okzitanisch Leucata) ist eine französische Gemeinde mit 4531 Einwohnern (Stand 1. Januar 2022; Anfang 2024: 4612) im Département Aude in der Region Okzitanien. Sie gehört zum Arrondissement Narbonne und zum Gemeindeverband Le Grand Narbonne. Die Einwohner von Leucate bezeichnen sich als „les Leucatois“.

## Geografie
Leucate liegt zwischen Narbonne und Perpignan am östlichen Abfall der Corbières ins Mittelmeer (Golfe du Lion); das Cap Leucate stellt die Ostspitze der Corbières maritimes dar. Landeskundlich wird Leucate oftmals zum nördlichen Rande des südfranzösischen Roussillon gerechnet, obwohl Leucate weder historisch-landeskundlich noch naturräumlich zum Roussillon gehört. Zu Leucate zählen neben Leucate-Village auch die Ortsteile Leucate Plage und La Franqui, das Neubaugebiet Port Leucate sowie die Port Leucate zugehörigen FKK-Siedlungen (Les villages naturistes) auf einer künstlich angelegten Landzunge.
Die Gemeinde liegt im Regionalen Naturpark Narbonnaise en Méditerranée.

## Ortsteile

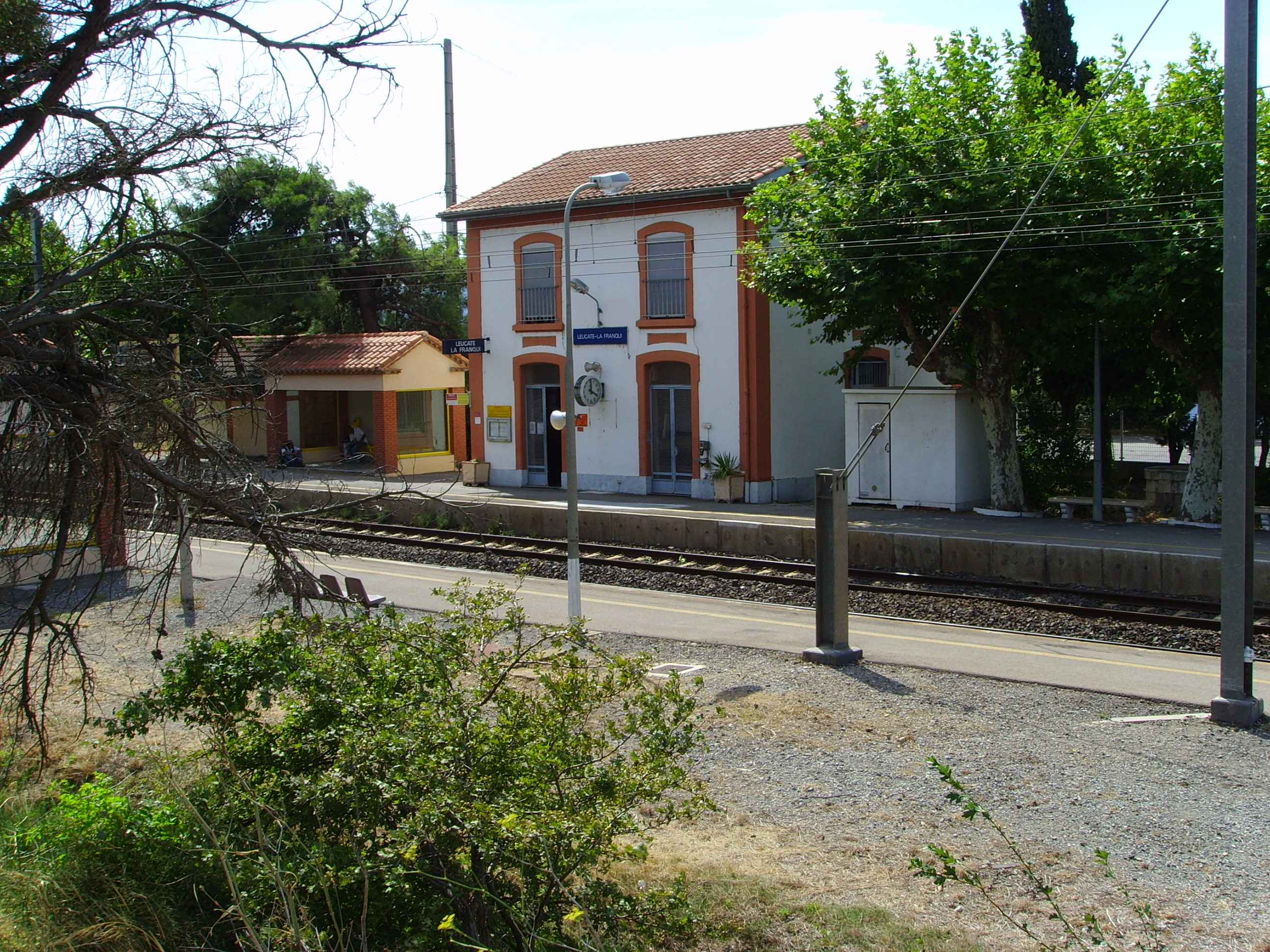
Bahnhof Leucate-La Franqui

Vor einer Million Jahren waren die Felsen des heutigen Cap Leucate noch eine der Küstenlinie weit vorgelagerte Insel, das Meer reichte bis unmittelbar an die Hänge der Corbières. Erst die Ablagerung von heute noch fruchtbarem Schlamm aus den Bergen und Hügeln des Hinterlands, der über die Flüsse ins Meer gespült wurde, verband die Felseninsel mit dem Festland. Die stetige Nord-Süd-Strömung vor der südfranzösischen Küste bewirkte schließlich auch, dass eine 7000 Hektar große Bucht durch eine langgestreckte Sandbank vom Meer abgetrennt wurde: So entstand der heutige Salzsee Étang de Leucate ou de Salses, der nur noch über drei schmale Wasserläufe mit dem Meer verbunden ist.
Leucate verfügt über eine Bahnstation (Leucate-La Franqui) und wird nicht nur von Regionalzügen angefahren, sondern hat auch tägliche Verbindungen mit Paris und Straßburg. Die Ortsteile und die Nachbargemeinde Le Barcarès sind ganzjährig durch einen Pendelbus miteinander verbunden, dessen Fahrplan auf die Abfahrt- und Ankunftszeiten der Buslinie Le Barcarès – Perpignan abgestimmt ist.

### Leucate Village
Im Mittelalter war Leucate Village Grenzort zu Spanien und durch seine exponierte Lage auf einem Hügel ein wichtiger Beobachtungsposten für den See- und Landverkehr entlang der Küste. Hieran erinnern noch immer die spärlichen Ruinen des zwischen dem 14. und 17. Jahrhundert genutzten, geräumigen Fort de Leucate. Die Reste moderner Bunkeranlagen aus dem Zweiten Weltkrieg nahe der heutigen, von der französischen Marine betriebenen Radarstation am Cap Leucate weisen auf eine bis in die jüngste Vergangenheit reichende, militärstrategische Bedeutung der Ortschaft hin.
Das kleine, noch immer sehr beschauliche Leucate Village ist Verwaltungssitz der Gemeinde und schmiegt sich auf der westlichen, dem Meer abgewandten Seite an die felsige Erhebung des Cap Leucate. Leucate Village ist Sitz der Gemeindeverwaltung sowie der Winzereigenossenschaft und betreibt – unmittelbar neben dem Großparkplatz der Genossenschaft – ein Fremdenverkehrsbüro. Am Ortsausgang Richtung Leucate Plage befindet sich ein kleines Einkaufszentrum, dort findet man u. a. einen Supermarkt, eine Tankstelle, ein Fischgeschäft und diverse Shops für Surferbedarf.
Leucate Village ist trotz der nahen Feriensiedlungen vom Tourismus zumindest äußerlich weitgehend unberührt geblieben, da es keine nennenswerte Anzahl von Ferienunterkünften vorzuweisen hat.

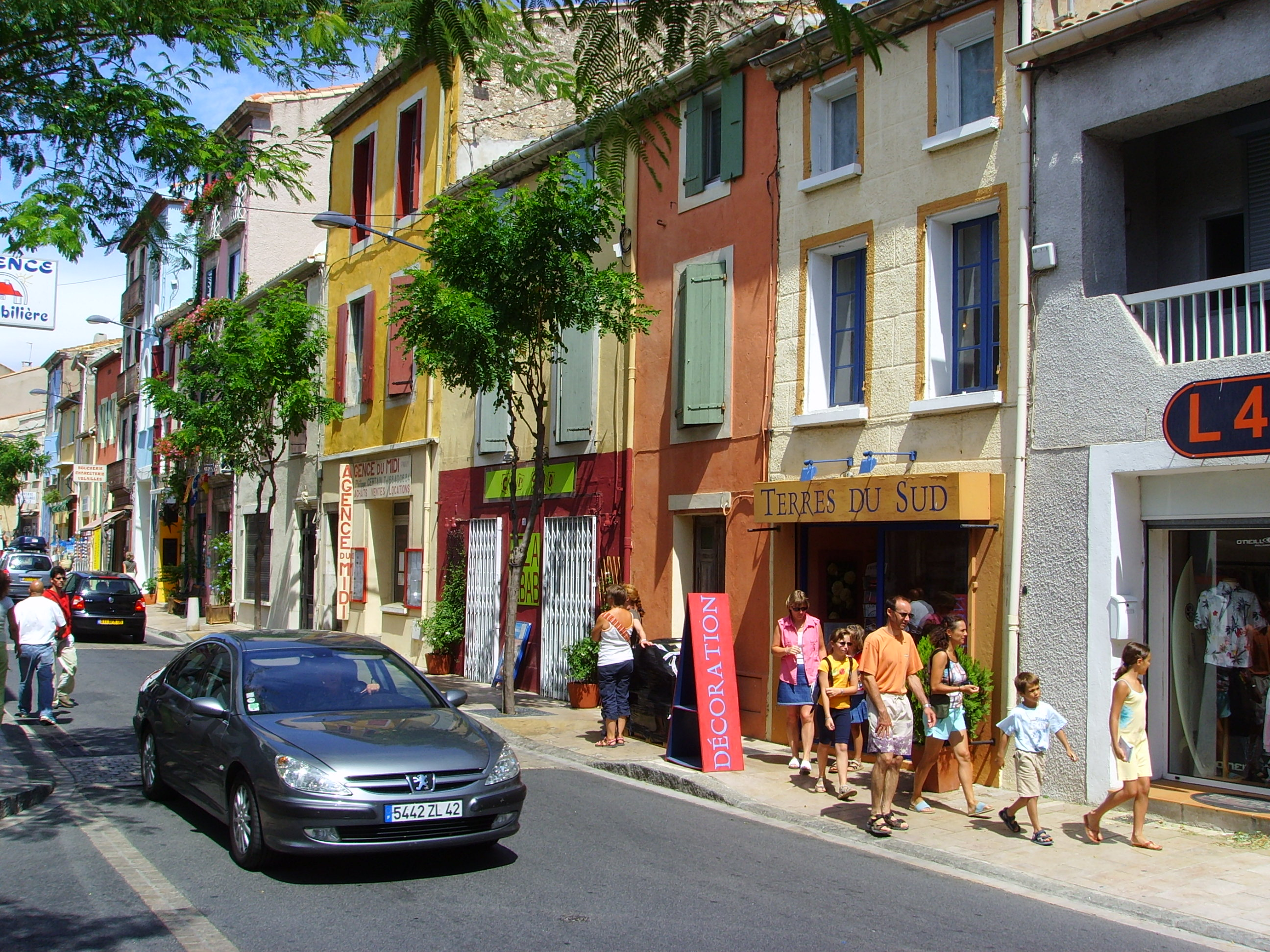
Hauptstraße
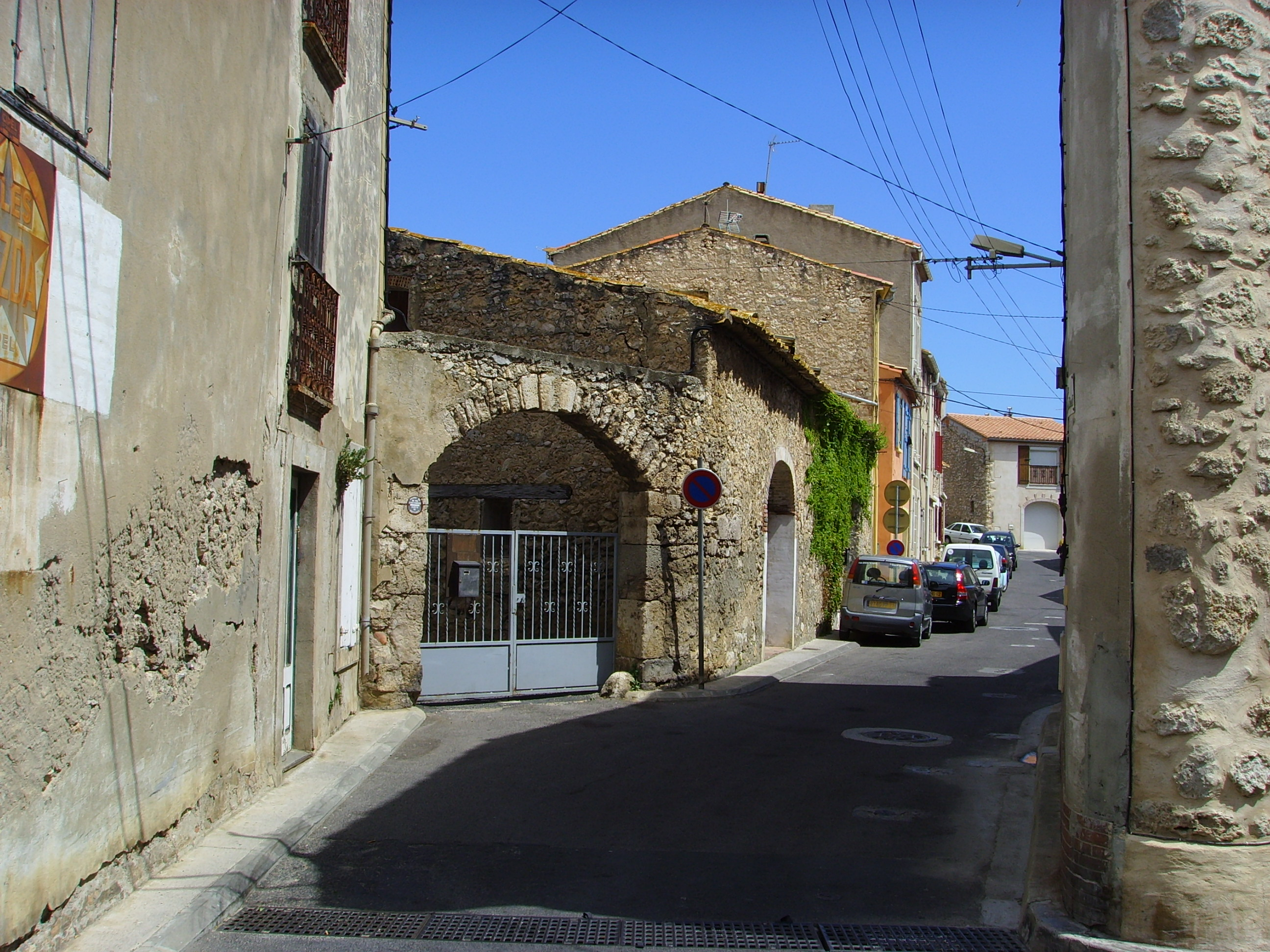
Ältere Gebäude
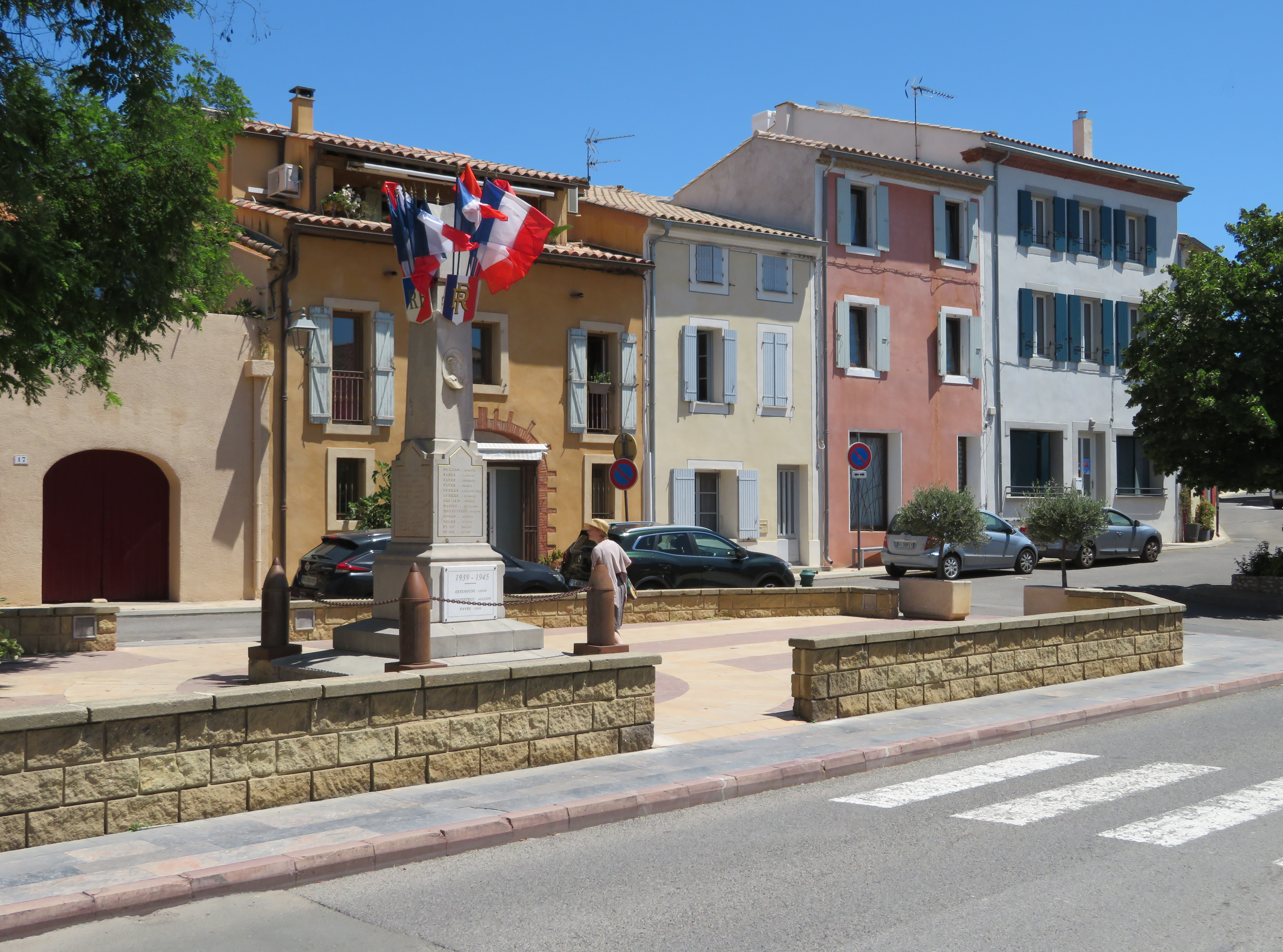
Denkmal für die Kriegstoten
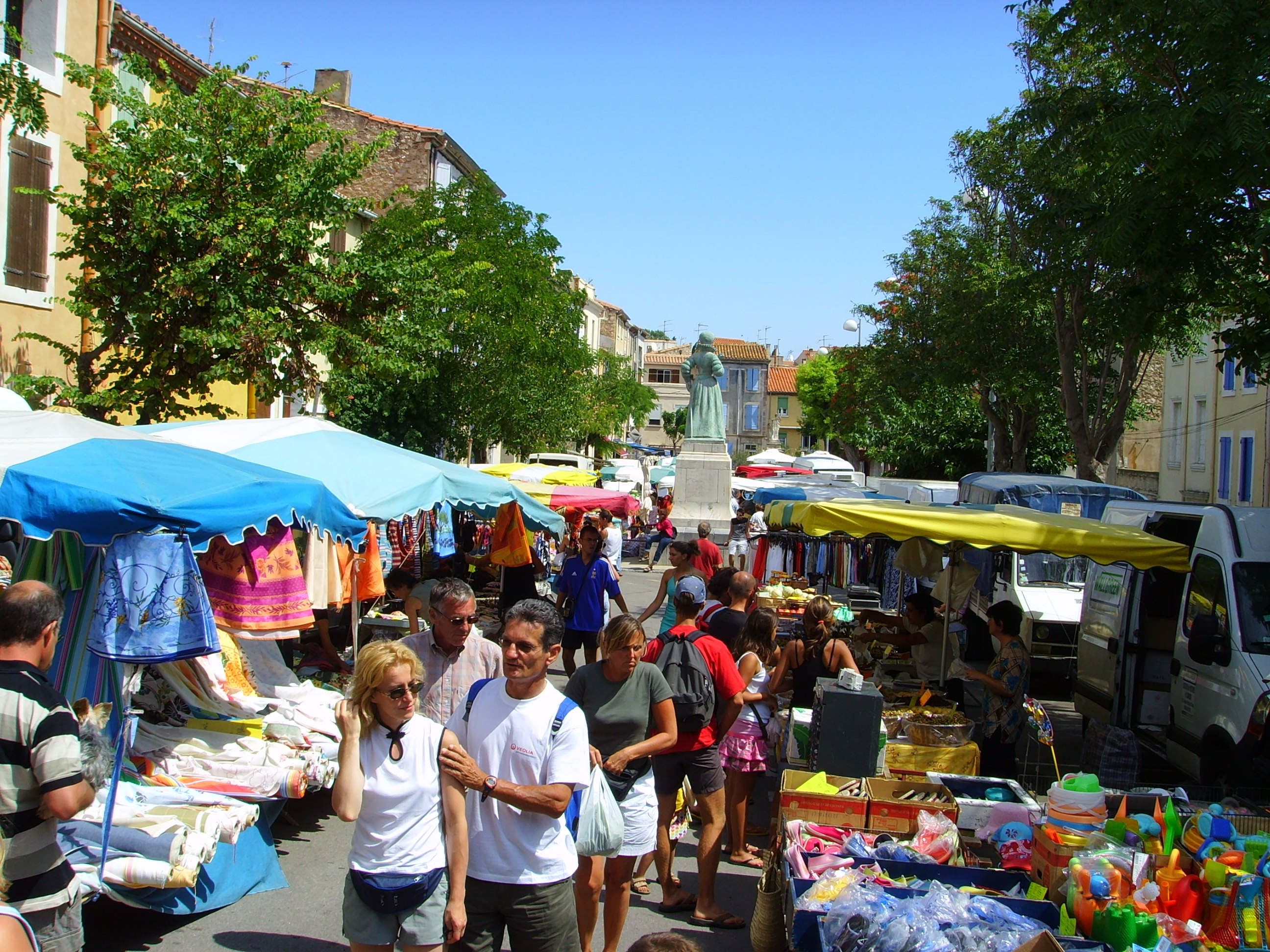
Wochenmarkt
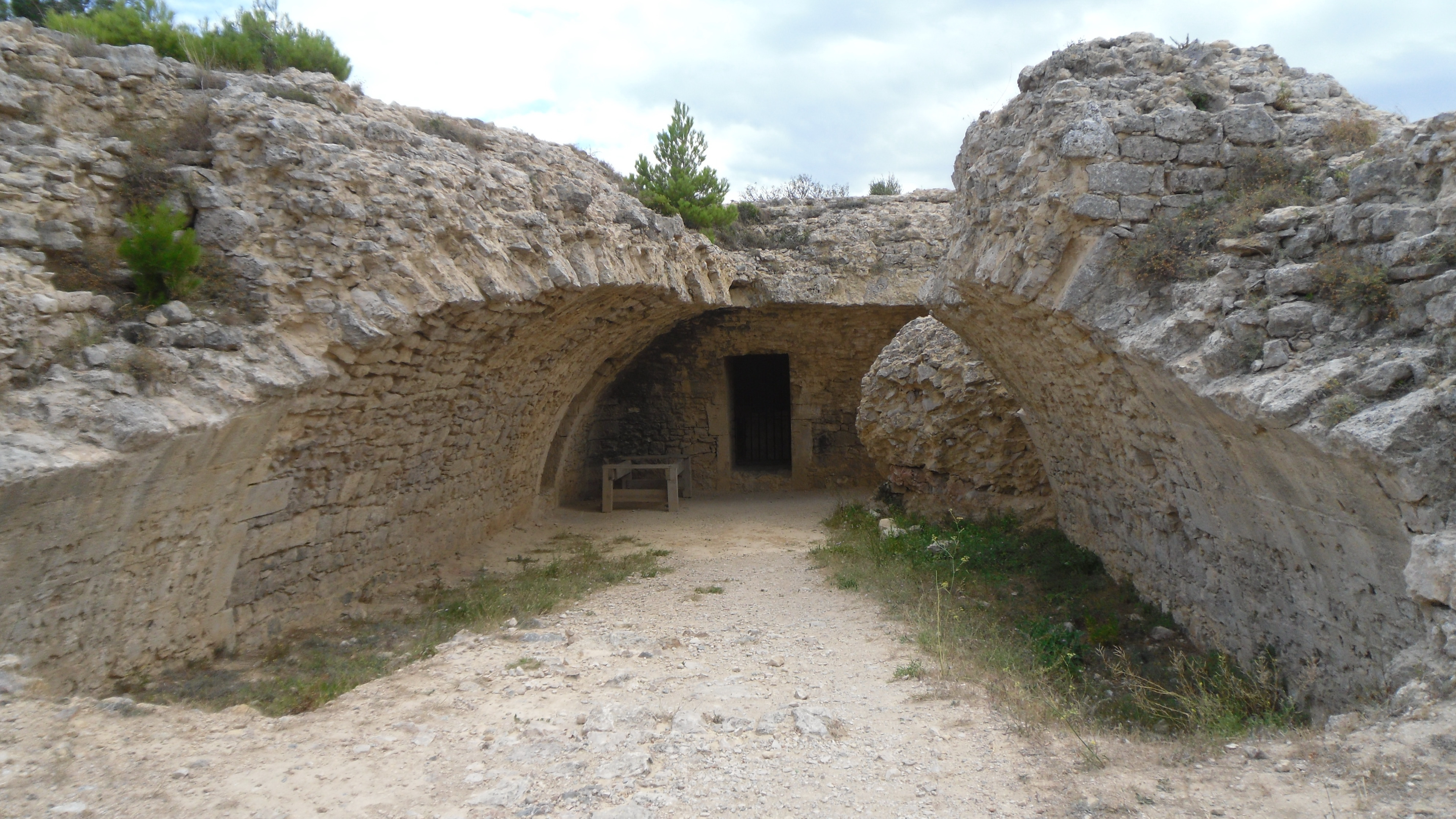
Die Überreste des Fort

### Leucate Plage
Leucate Plage entstand Ende des 19. Jahrhunderts, nachdem die Küste nicht länger von maurischen Piraten heimgesucht wurde. Der Ort ist im Vergleich zu Port Leucate und vielen anderen Neubaugebieten entlang der südfranzösischen Küste ein geradezu ruhiger und familiärer Badeort. Das Ortsbild wird geprägt von modernen Villen und kleineren Appartementhäusern, die sich, besonders an der Richtung Étang gelegenen Seite, recht verdichtet auch in die hügeligen Bereiche erstrecken. Außerhalb der „Saison“ (Schulferien in Frankreich im Juli und August) wirkt Leucate Plage ausgesprochen verlassen. Die wenigen ansässigen Geschäfte und Lokale sind dann nur eingeschränkt geöffnet.
Leucate Plage grenzt an die südliche Flanke der schroffen Felsen des Cap Leucate, wodurch zumindest der Cap-nahe, bewachte Strandbereich gegen die häufig sehr starken Winde geschützt ist. Dort drängeln sich im Hochsommer dann allerdings auch die Sonnenanbeter. Bei Ebbe kann man jedoch vom nördlichen Strandende aus, unterhalb der Klippen, mühelos Richtung Cap Leucate laufen und so in zwei relativ ruhige, von der Landseite nicht zugängliche sandige Buchten gelangen, an deren hinterer auch nackt gesonnt und gebadet wird. Am Ortseingang von Leucate Plage befindet sich ein Großparkplatz, da der windgeschützte Strandabschnitt nahe der Felsen oft auch von Badegästen aus dem Umland besucht wird.

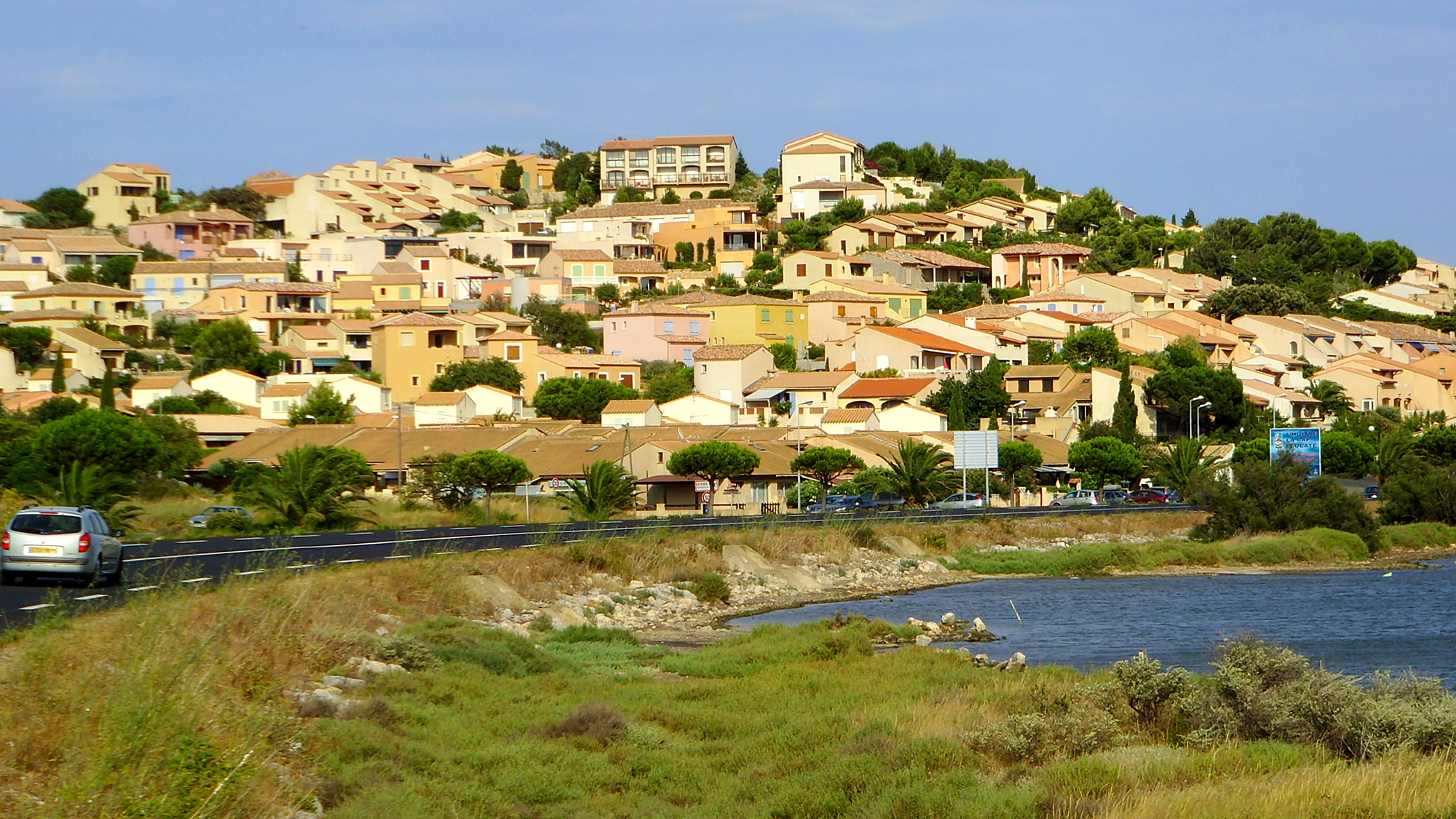
Verdichtete Bebauung zum Étang hin
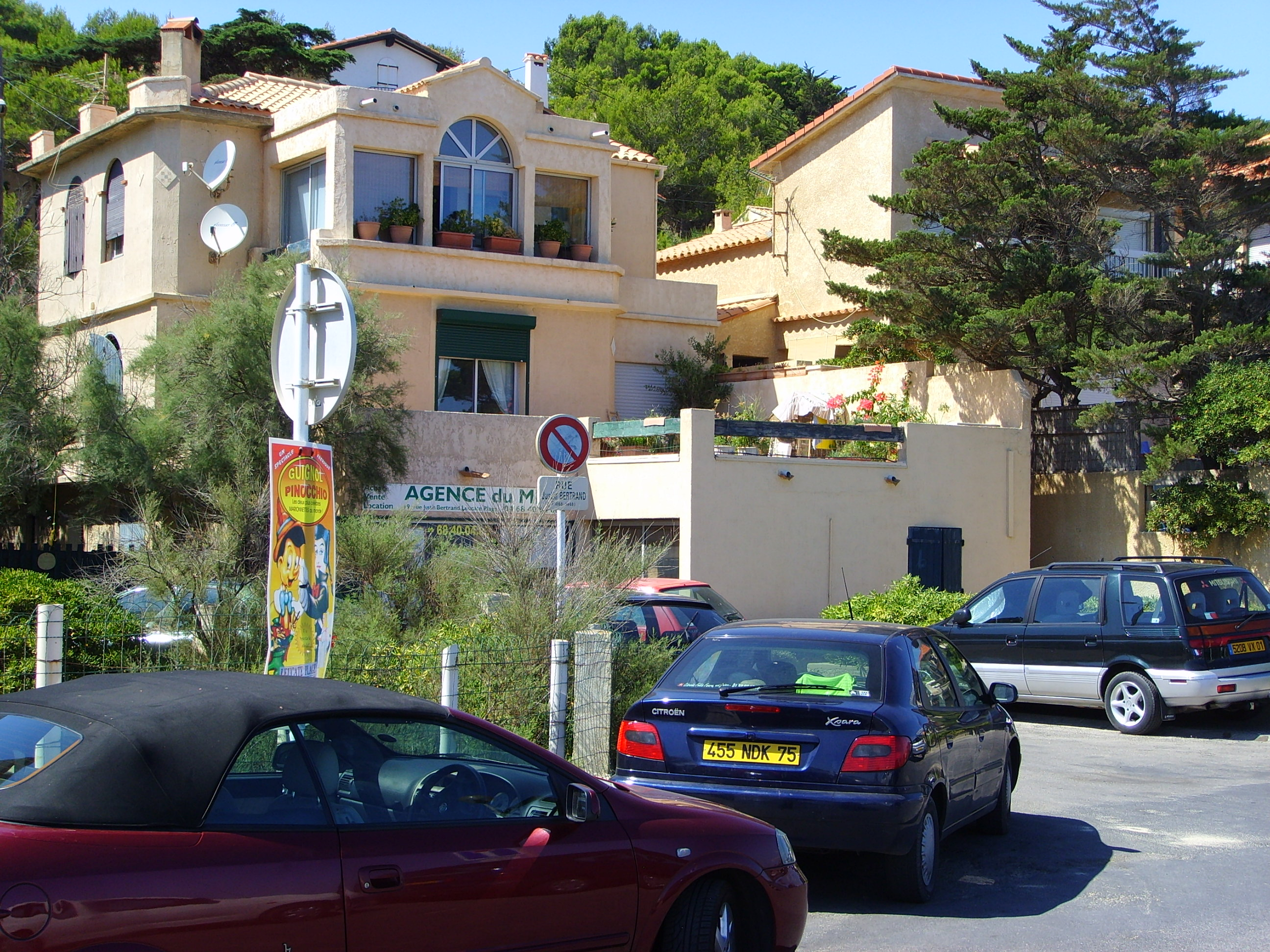
Villen entlang der Uferpromenade
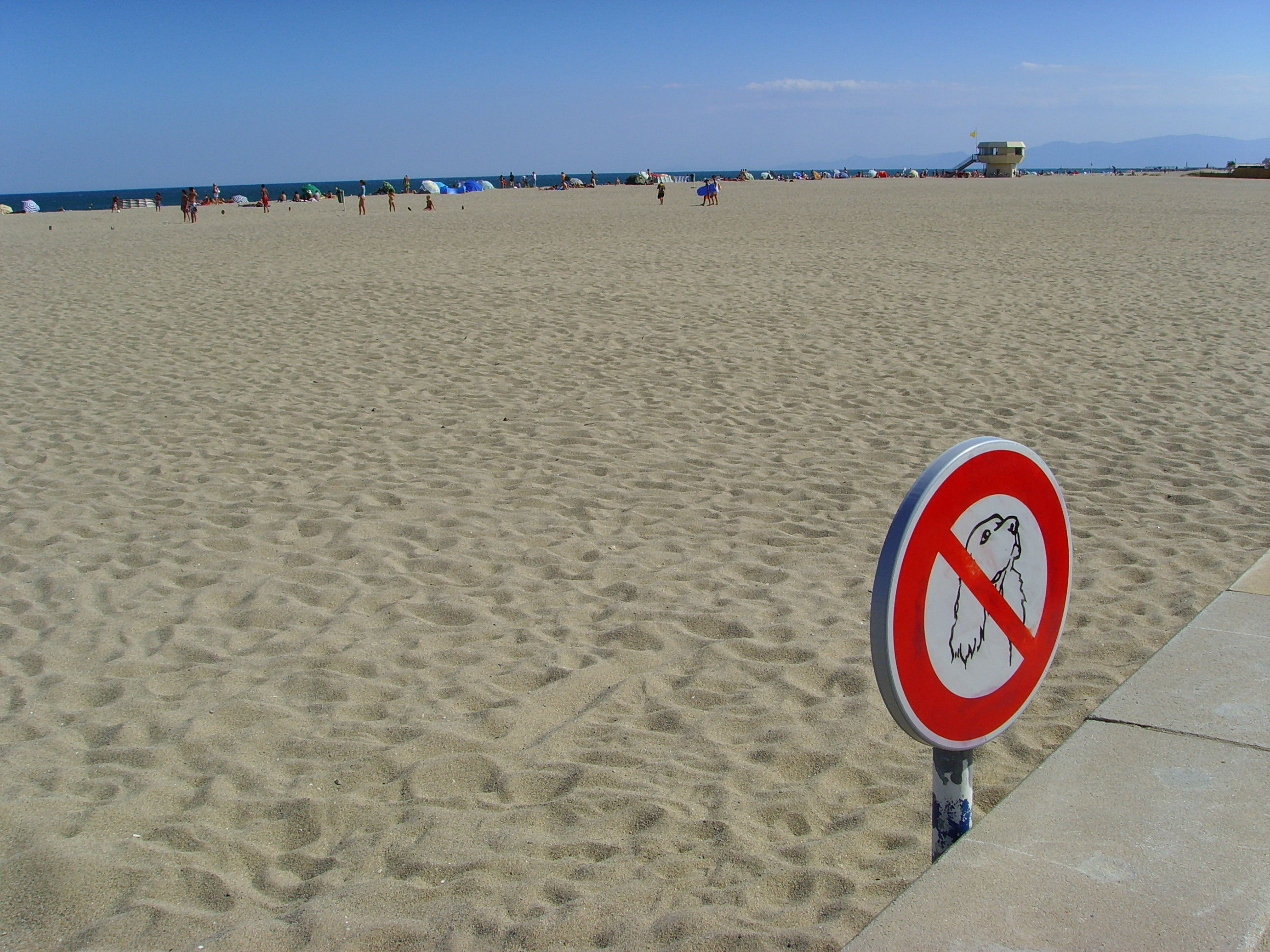
Südlicher Strand
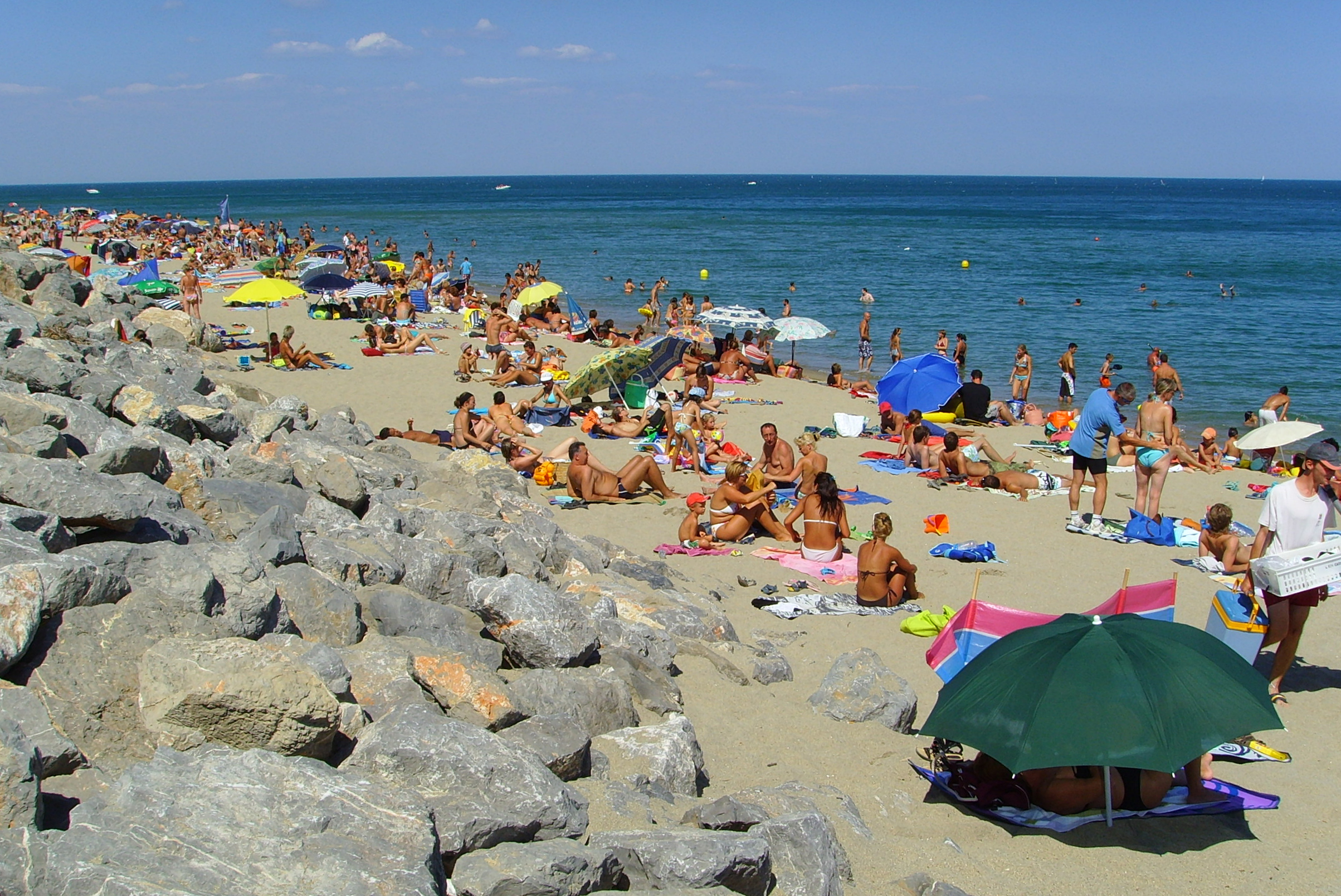
Strand am geschützten Nordende

### Cap Leucate
Das Cap Leucate ist der östliche Ausläufer der Corbières maritimes. Aufgrund seiner besonderen geographischen und topographischen Lage beherbergt es ein einzigartiges Ökosystem. Das Cap Leucate gehört mit dem Cap Romarin und der Ile St. Lucie zu den trockensten und windigsten Gebieten in Frankreich bzw. Westeuropa.
Von der Ortsstraße zwischen Leucate Plage und Leucate Village zweigt nach rechts oben eine unscheinbare, nur mit einem leicht zu übersehenden, kleinen, rot beschrifteten Wegweiser („phare“) markierte Straße ab, über die man zu einem Parkplatz hinter dem Leuchtturm am Cap Leucate gelangt. Von dort aus führt ein Trampelpfad entlang der hohen, im Sonnenlicht strahlend weißen Klippen zum Cap und dann weiter nach La Franqui; der Pfad wird auch von abenteuerlustigen Mountainbikern befahren. Kurz vor der Radarstation kann man über einen steilen Geröllhang zu einer weitgeschwungenen, auch bei Schnorchlern beliebten Sandbucht hinabsteigen. Auf dem Plateau des Cap Leucate wird noch immer Wein angebaut, in den aufgegebenen Feldern wachsen im Frühjahr diverse Orchideen, am häufigsten das auffällig hohe Riesenknabenkraut (Barlia robertiana).

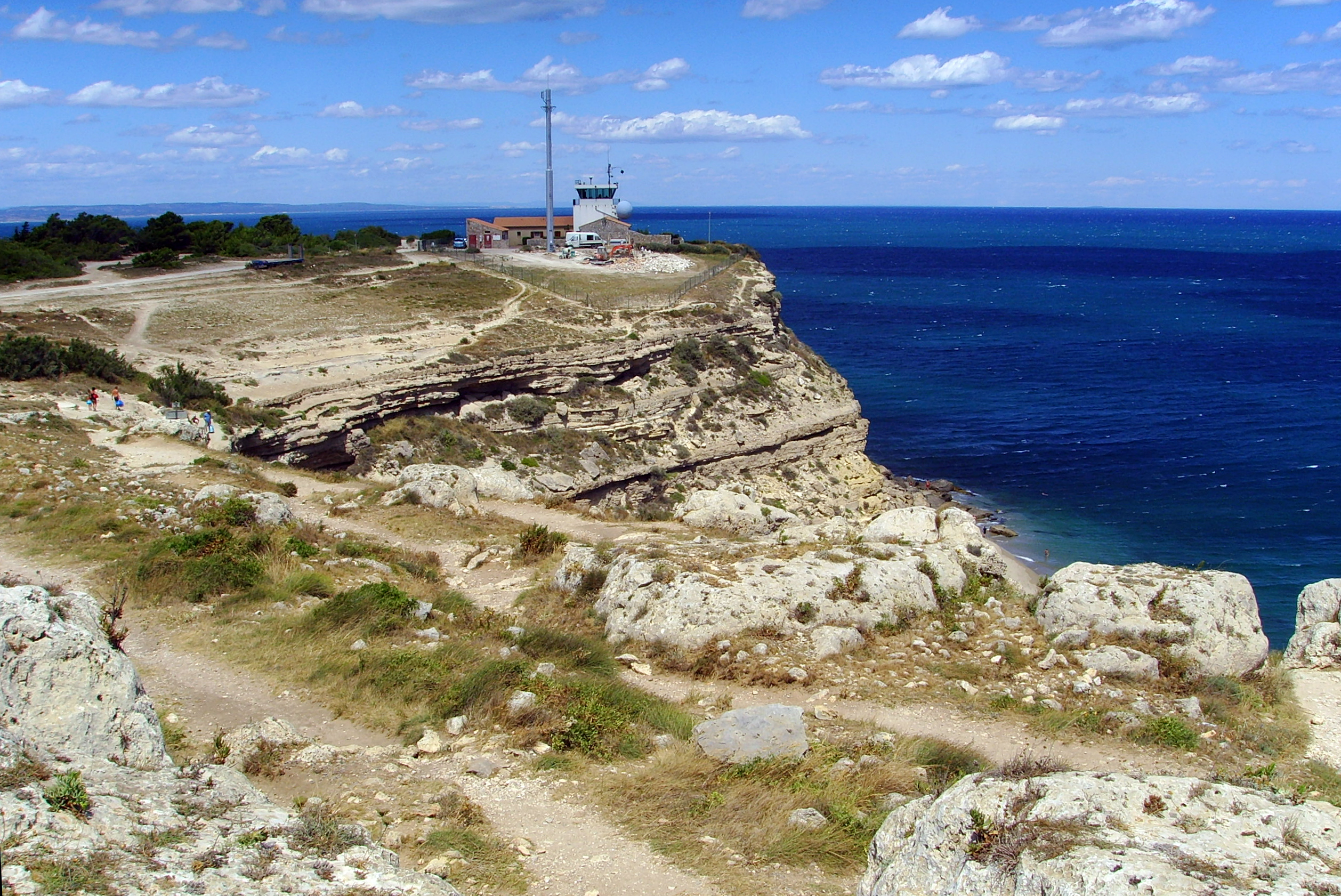
Felsen am Cap Leucate
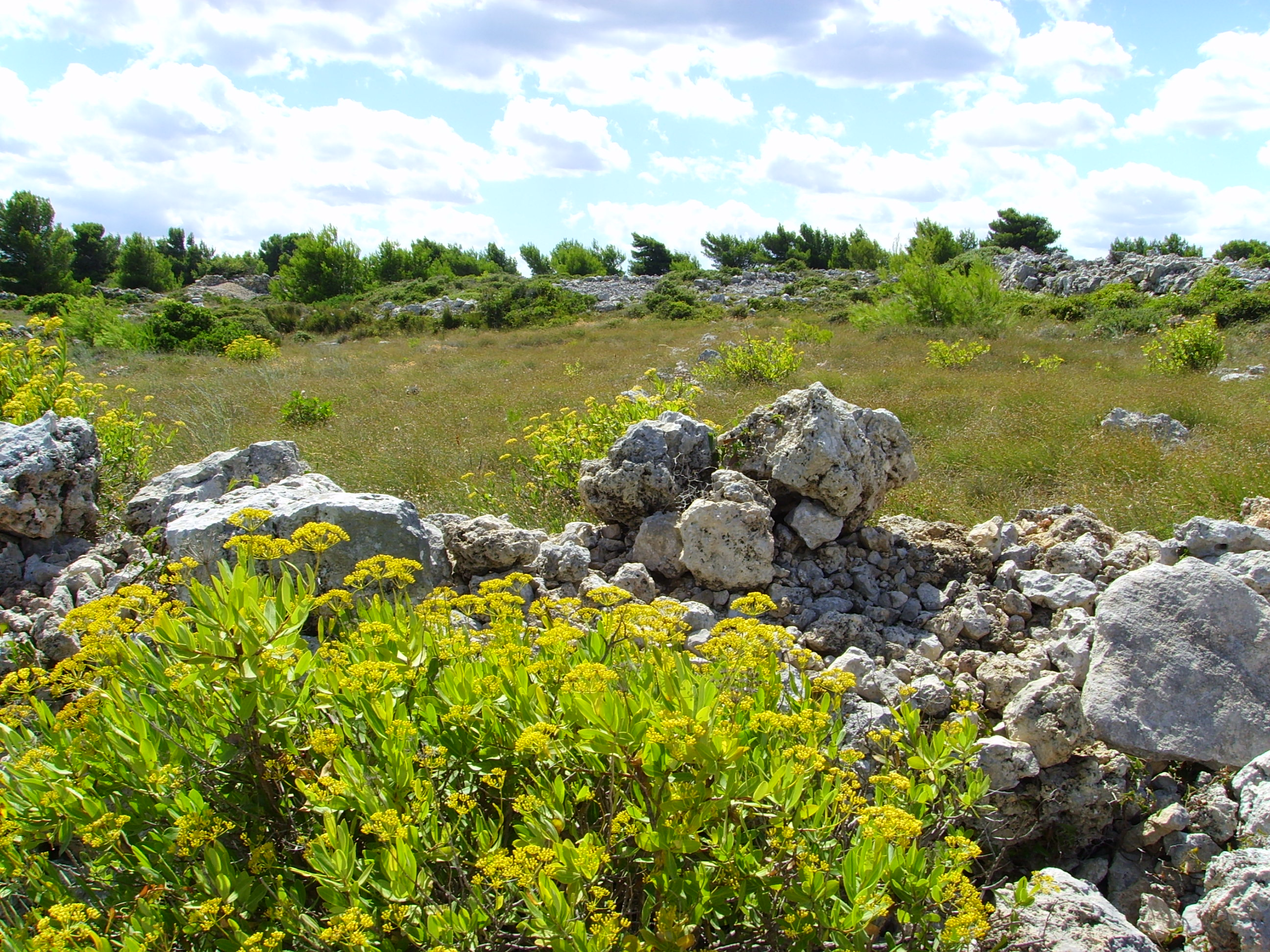
Helle Steine
Leuchtturm
Radaranlage

### La Franqui
Der kleine Badeort La Franqui befindet sich nördlich des Cap Leucate und wird noch immer geprägt durch seine zahlreichen Belle-Epoque-Villen und die in ihren Gärten angepflanzten Pinien. Allerdings stößt man zwischen ihnen immer wieder auch auf nüchterne Betonbauten im Stil der 1960er-Jahre und auf ältere, äußerlich ungepflegte Ferienhäuser, die den Ort an einigen Stellen trotz seiner herausgeputzten Strandpromenade ein wenig heruntergekommen aussehen lassen.
La Franqui verfügt über einen nahen Hausstrand, der allerdings zeitweise extrem stark vom Wind zerzaust wird und dann ein begehrtes Ziel von Windsurfern ist, die mit abenteuerlich hoher Geschwindigkeit ins offene Meer hinaus geblasen werden. In geringer Entfernung erstreckt sich zusätzlich zwischen dem Meer und dem Étang de La Palme ein kilometerlanger, breiter Strand nach Norden, wo auch Strandsegeln und andere Sportarten möglich sind.
In La Franqui werden jährlich im April die Europameisterschaften im Windsurfen sowie Wettbewerbe im Kitesurfen ausgetragen.

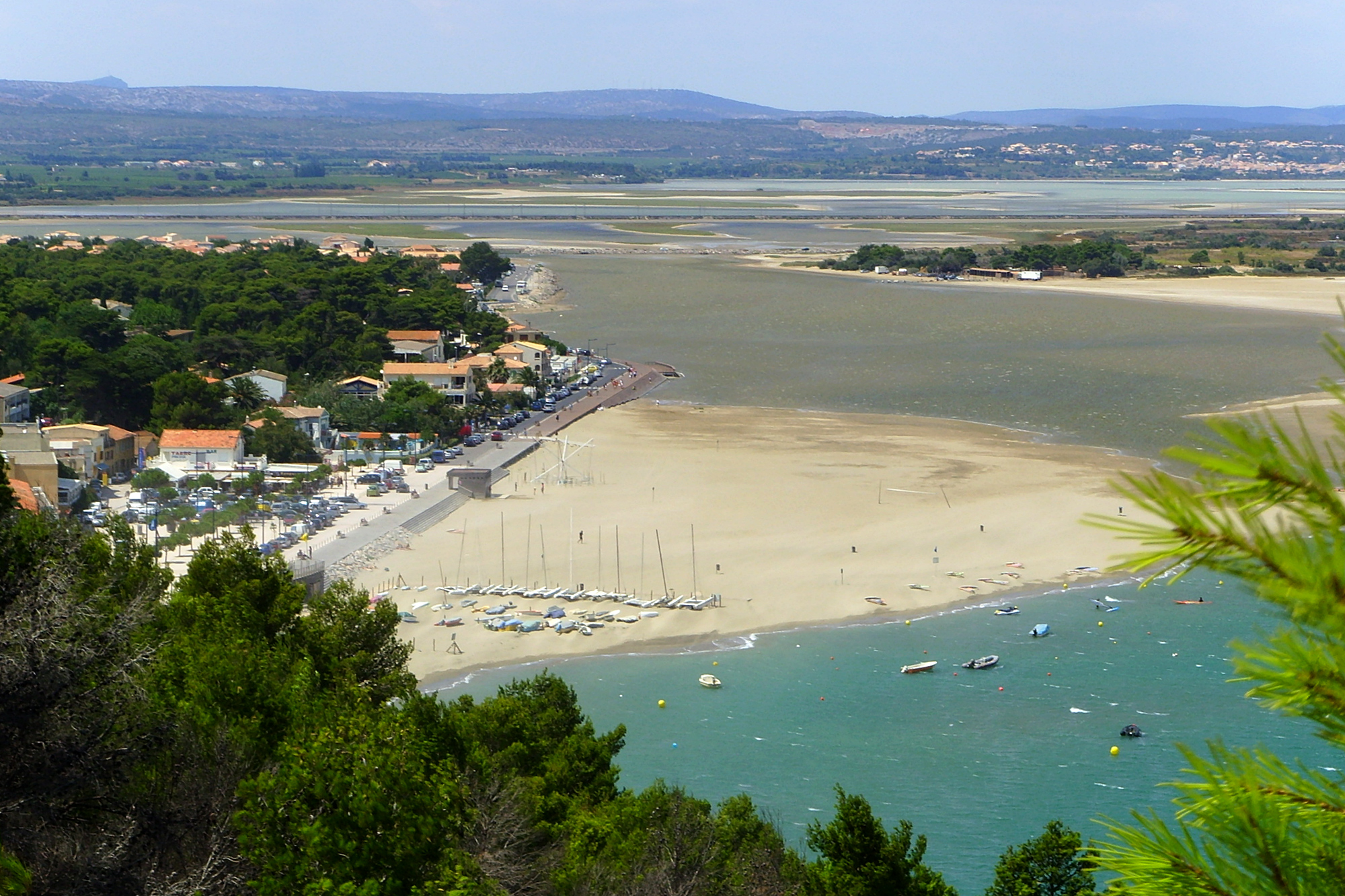
La Franqui zwischen Salzsee und Meer gelegen
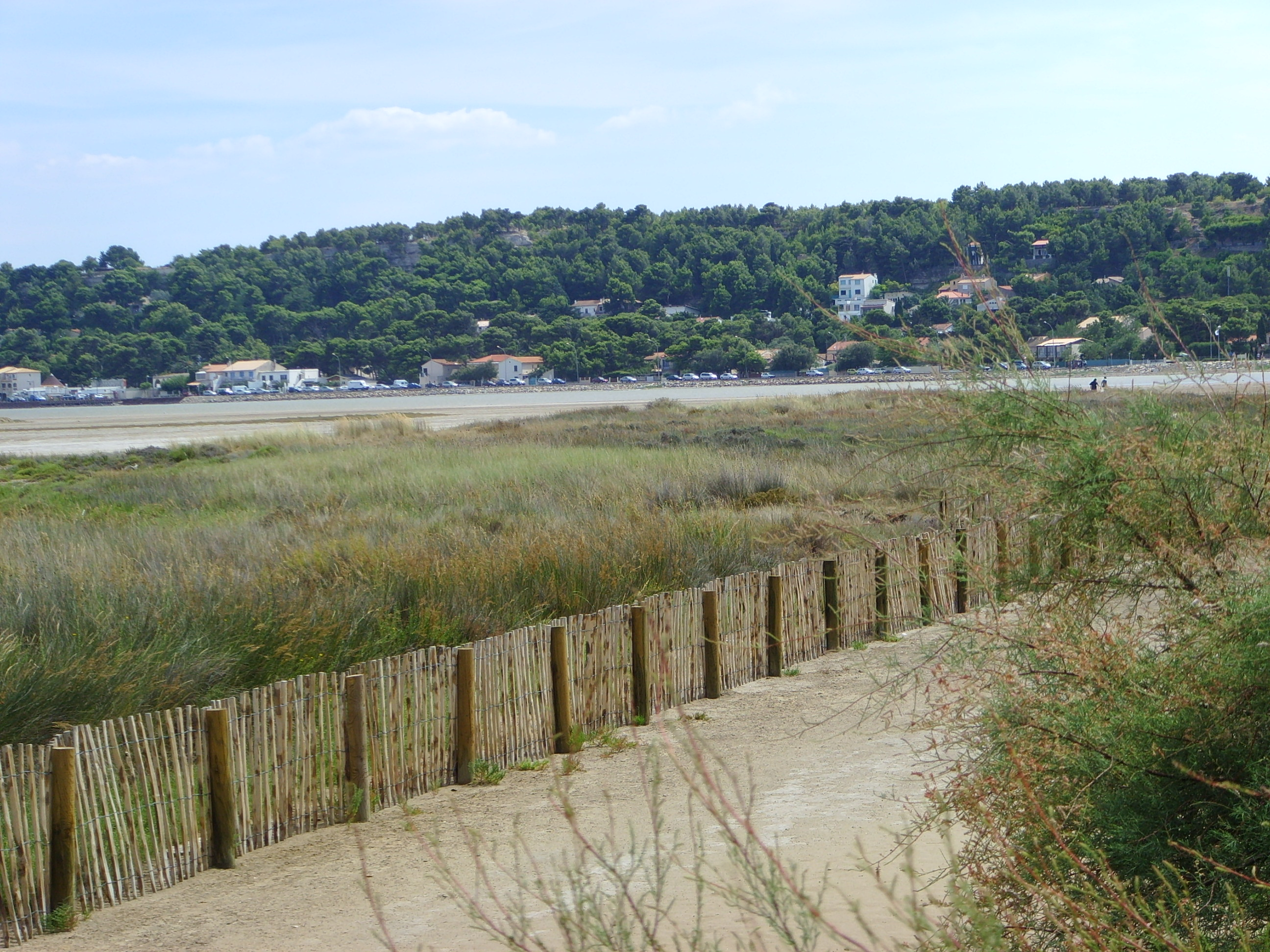
La Franqui am Cap Leucate
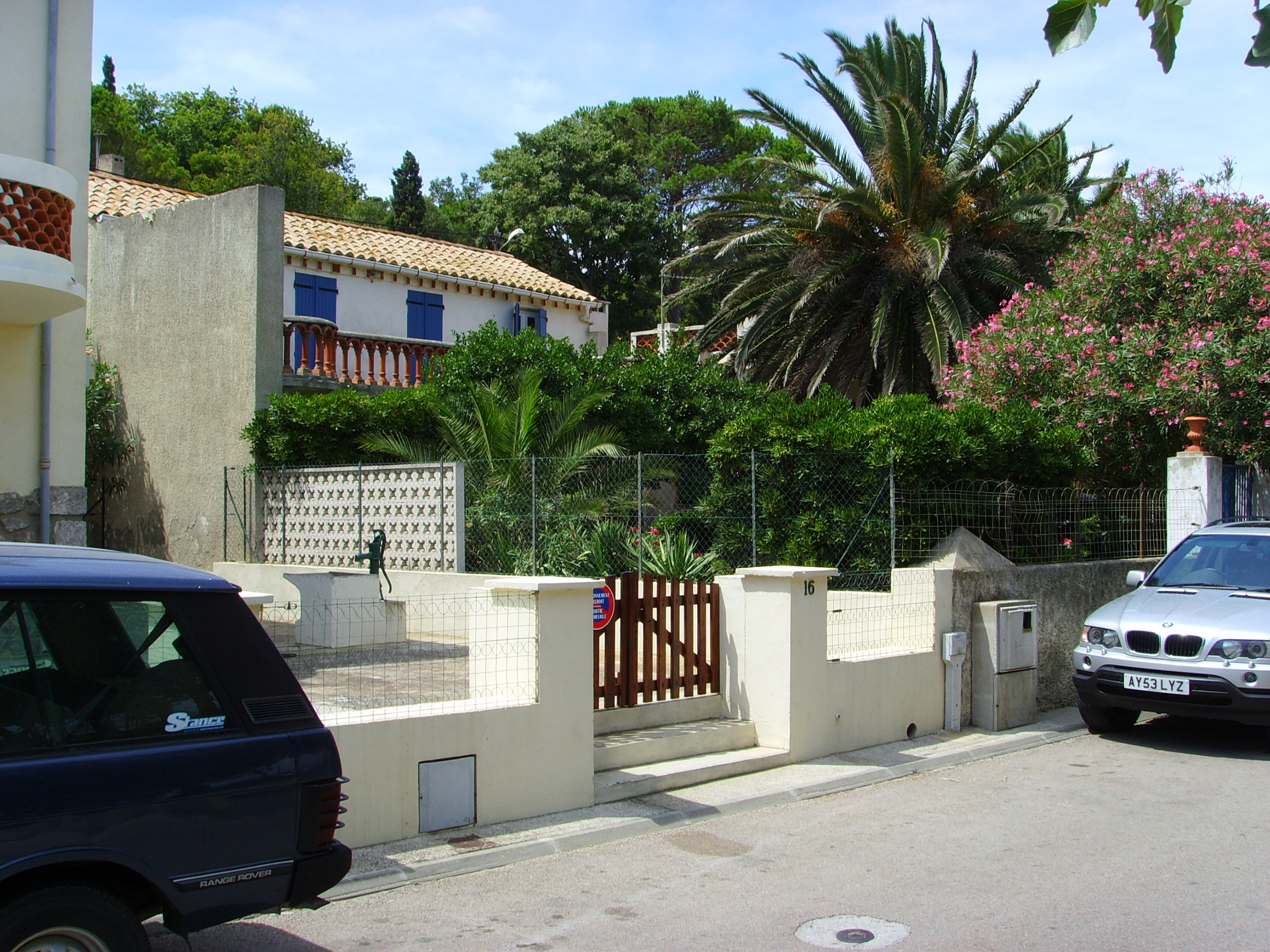
Gärten prägen das Ortsbild
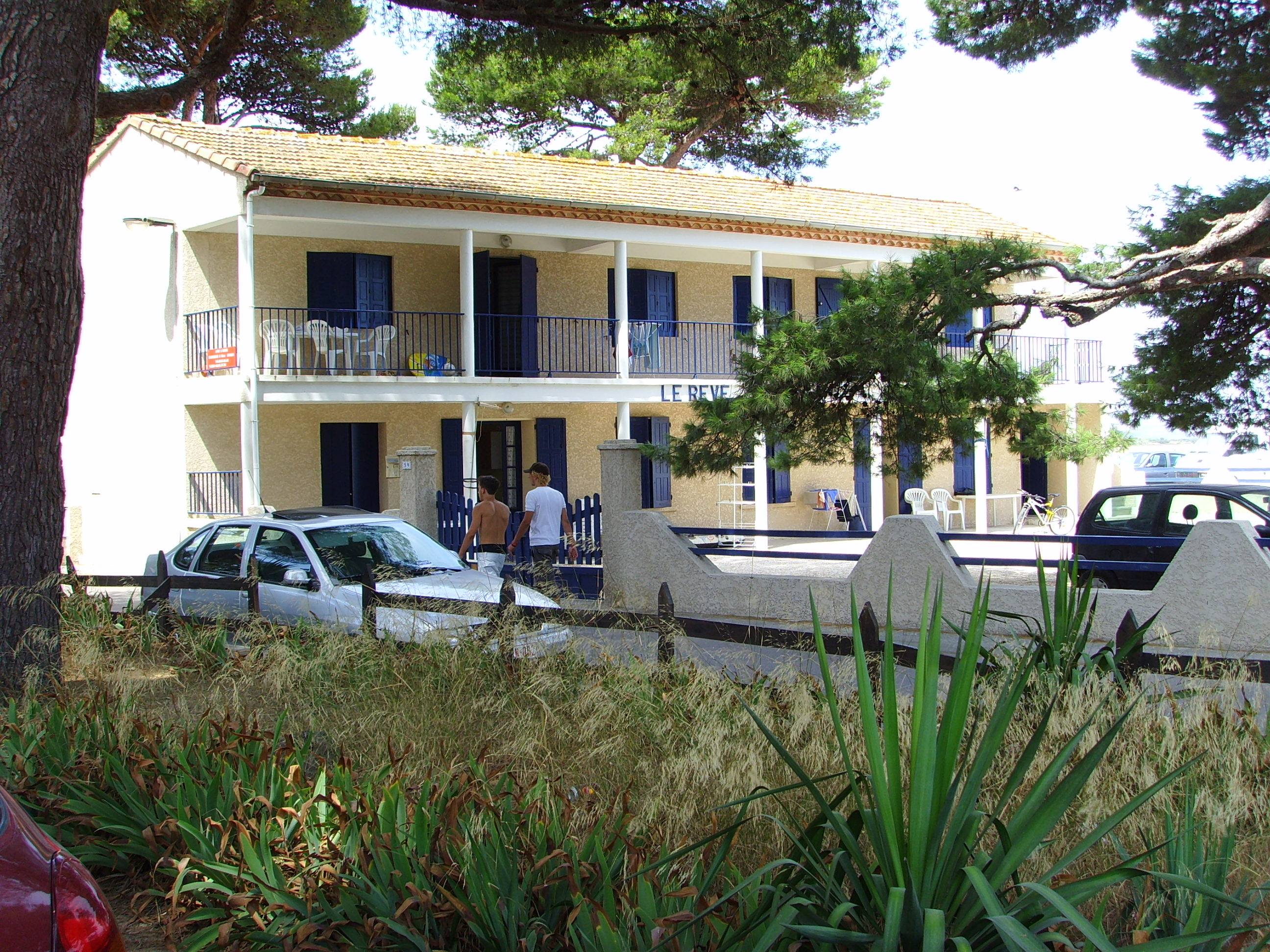
Zweckbauten im Ort
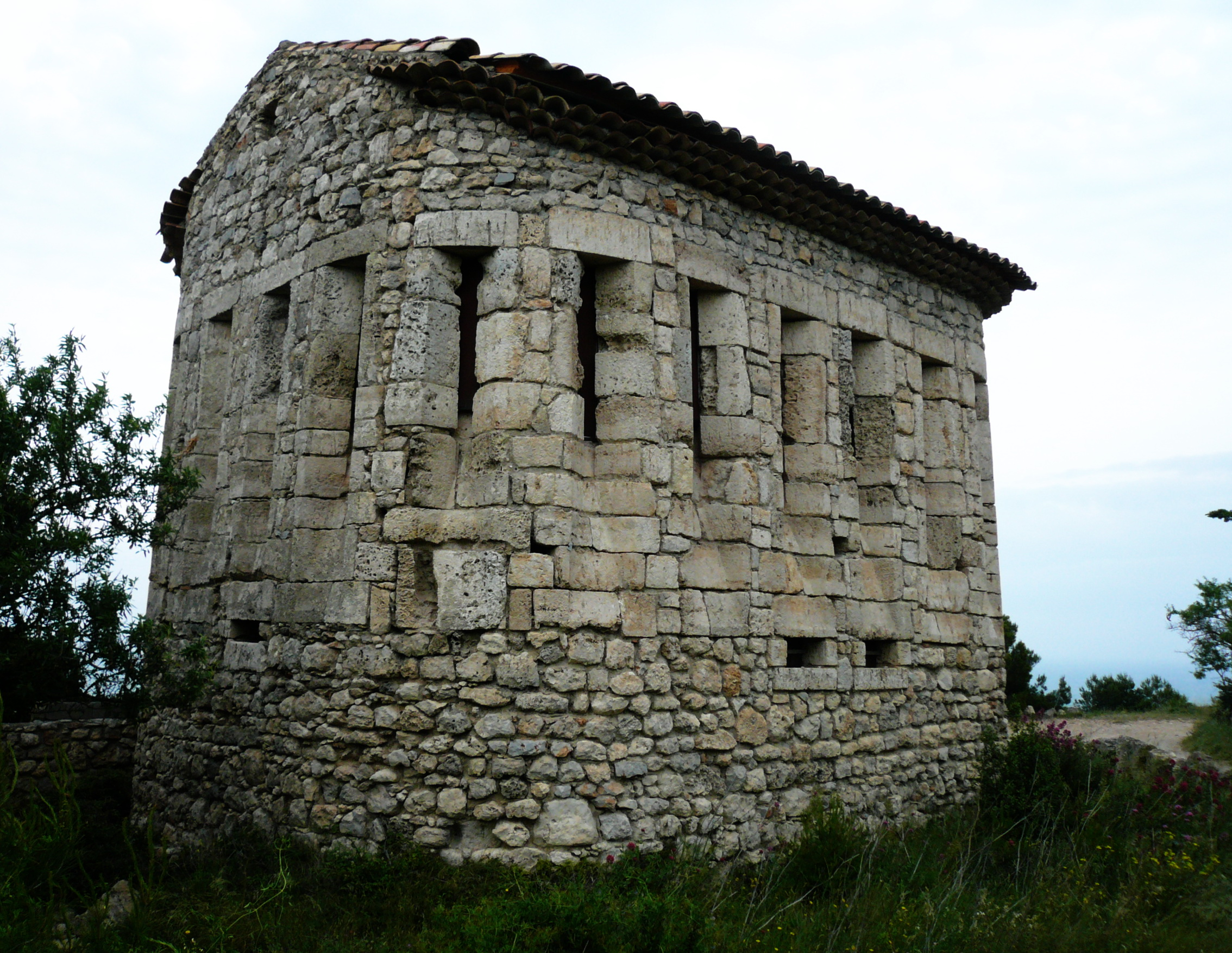
Altes Leuchtfeuer-Gebäude, genannt La Redoute

### Port Leucate

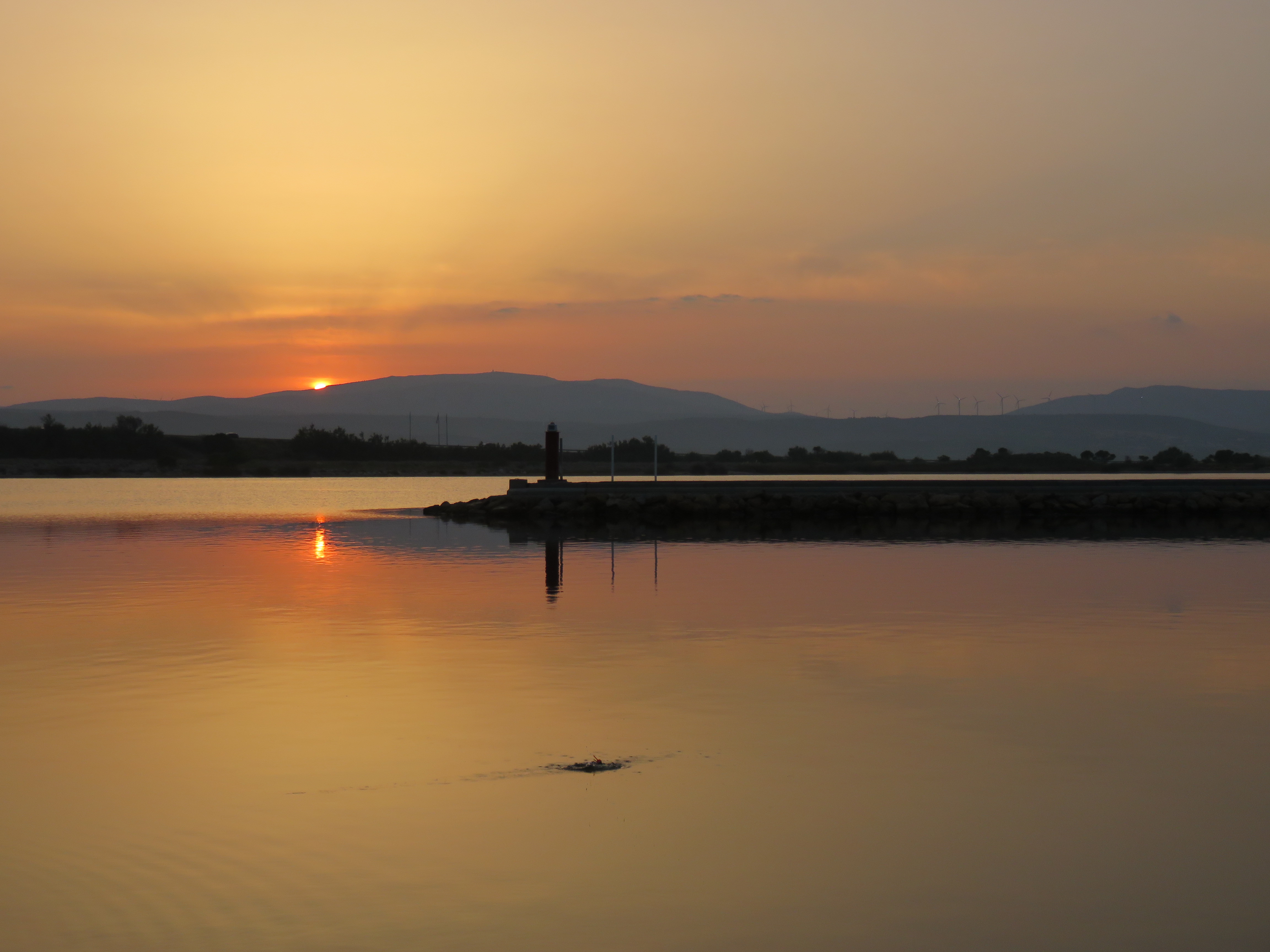
Sonnenuntergang an der Hafenausfahrt

Das Neubaugebiet Port Leucate ist eine von staatlichen Planern in den 1960er-Jahren entworfene Stadt für preisbewusste Reisende, die fast vollständig von Wasser umgeben ist. Ein kleiner „Ortskern“ am Rand eines der beiden Hafenbecken (insgesamt 1200 Anlegestellen) bietet das übliche touristische Angebot an einfachen Restaurants, Schnellimbissen, Strandbedarf, Kinderbelustigungen und ein Fremdenverkehrsbüro, in dem auch Deutsch gesprochen wird. Einzige Besonderheit ist ein gleichfalls am Hafen angesiedelter Speiseeis-Verkauf, der Eis aus eigener, teils preisgekrönter Herstellung anbietet – eine Seltenheit in Südfrankreich. Port Leucate besitzt zwei Hotels, zwei Villages de Vacances (Feriendörfer für Gruppen oder Familien) sowie einen Campingplatz mit Stellplätzen und „Mobil-Homes“. Zehntausende weitere Sommerurlauber sind in einem weitläufigen Kranz von überwiegend gleichförmigen Feriensiedlungen und Appartementhäusern rund um den Ortskern untergebracht, die meist von Immobilien-Agenturen gebaut, verwaltet und vermietet werden. Im Süden geht Port Leucate nahezu unbemerkt ins benachbarte Port-Barcarès über, das von denselben Architekten entworfen wurde. Dort befindet sich auch das Erlebnisbad Aqualand, wo man von den zahlreichen Wasserrutschen weit auf das Mittelmeer, über den Étang und an klaren Tagen sogar bis weit in die Pyrenäen und Corbières sehen kann.

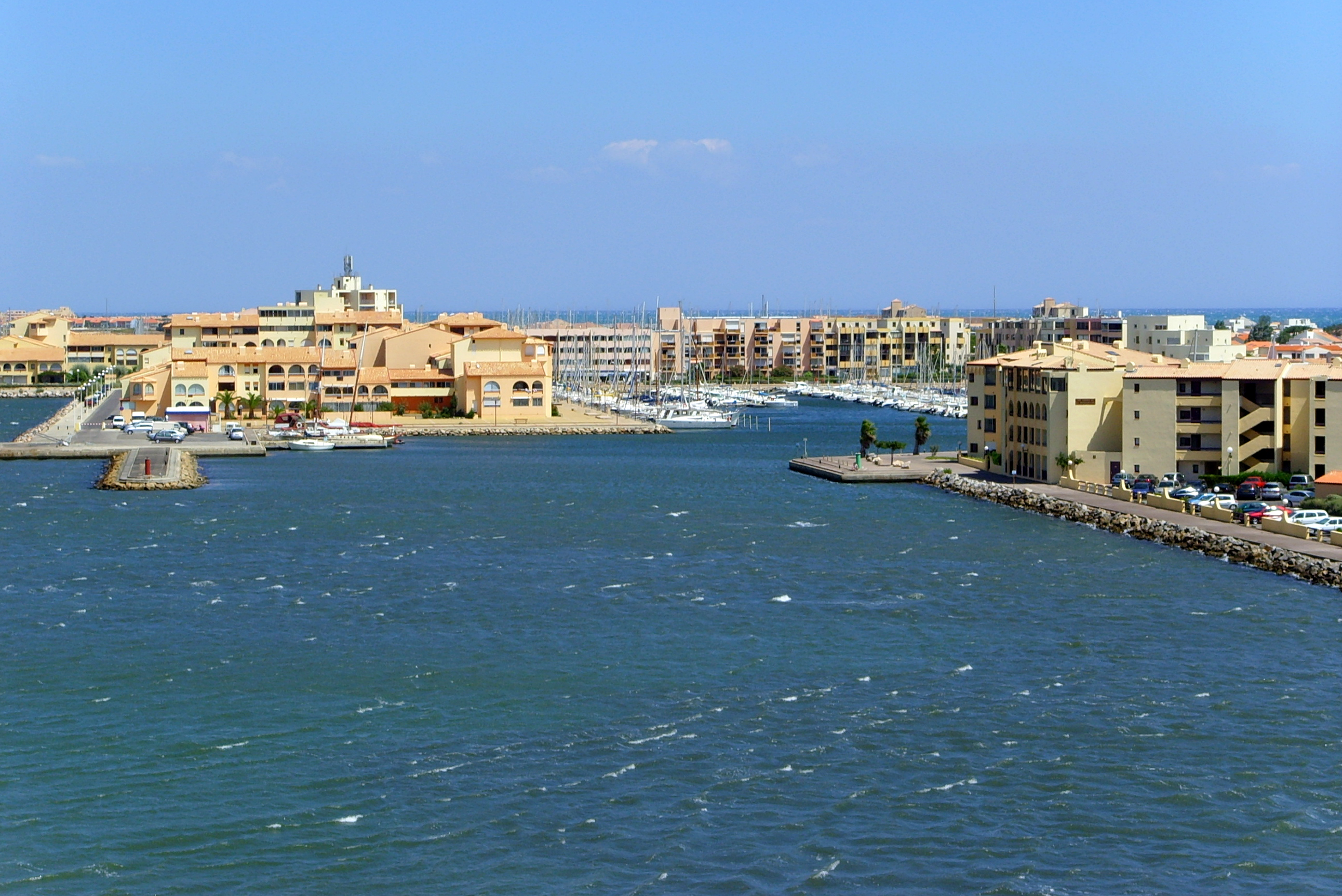
Ferienwohnungen in Port Leucate
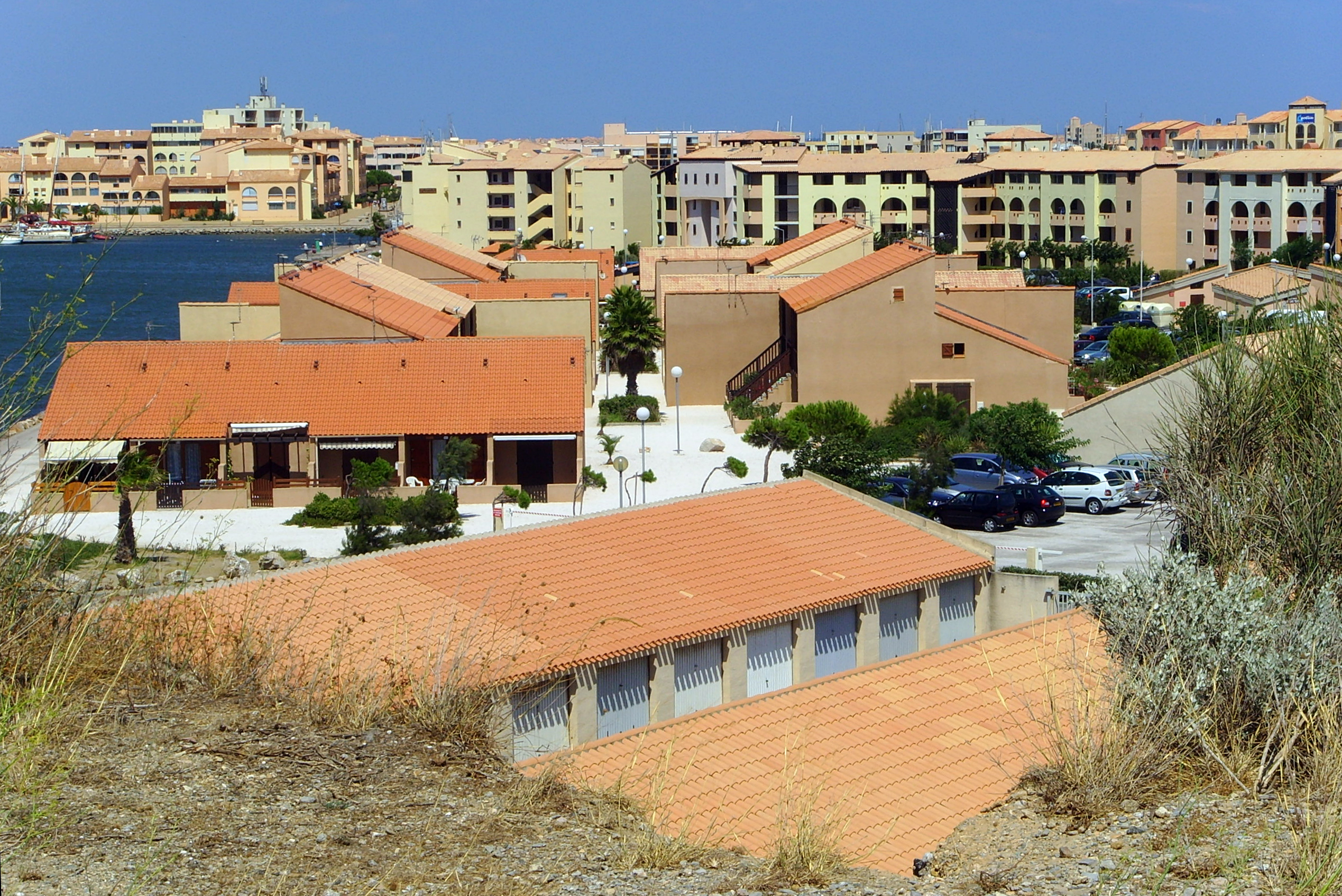
Extrem verdichtete Bebauung
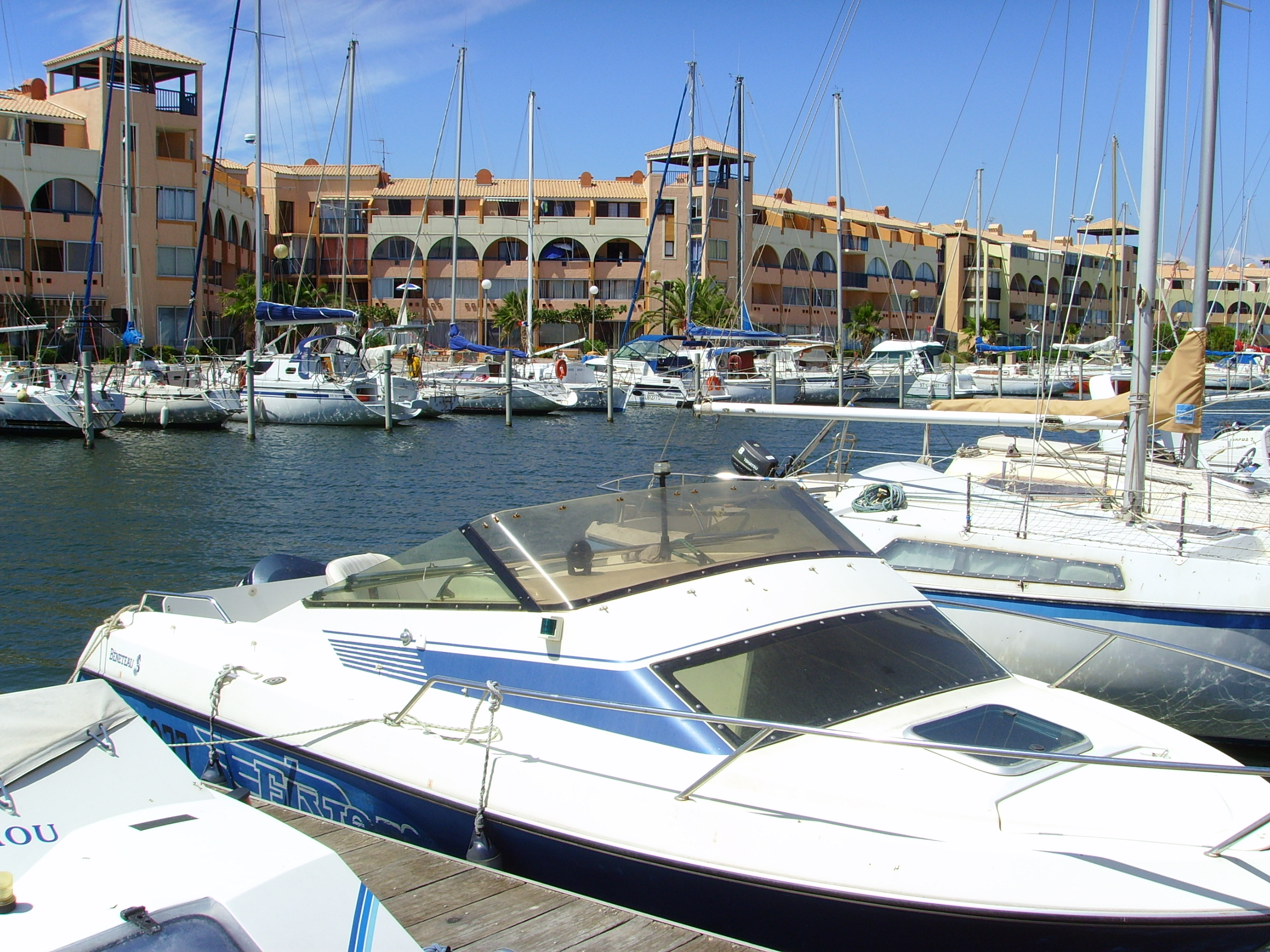
Hafen mitten im Ort
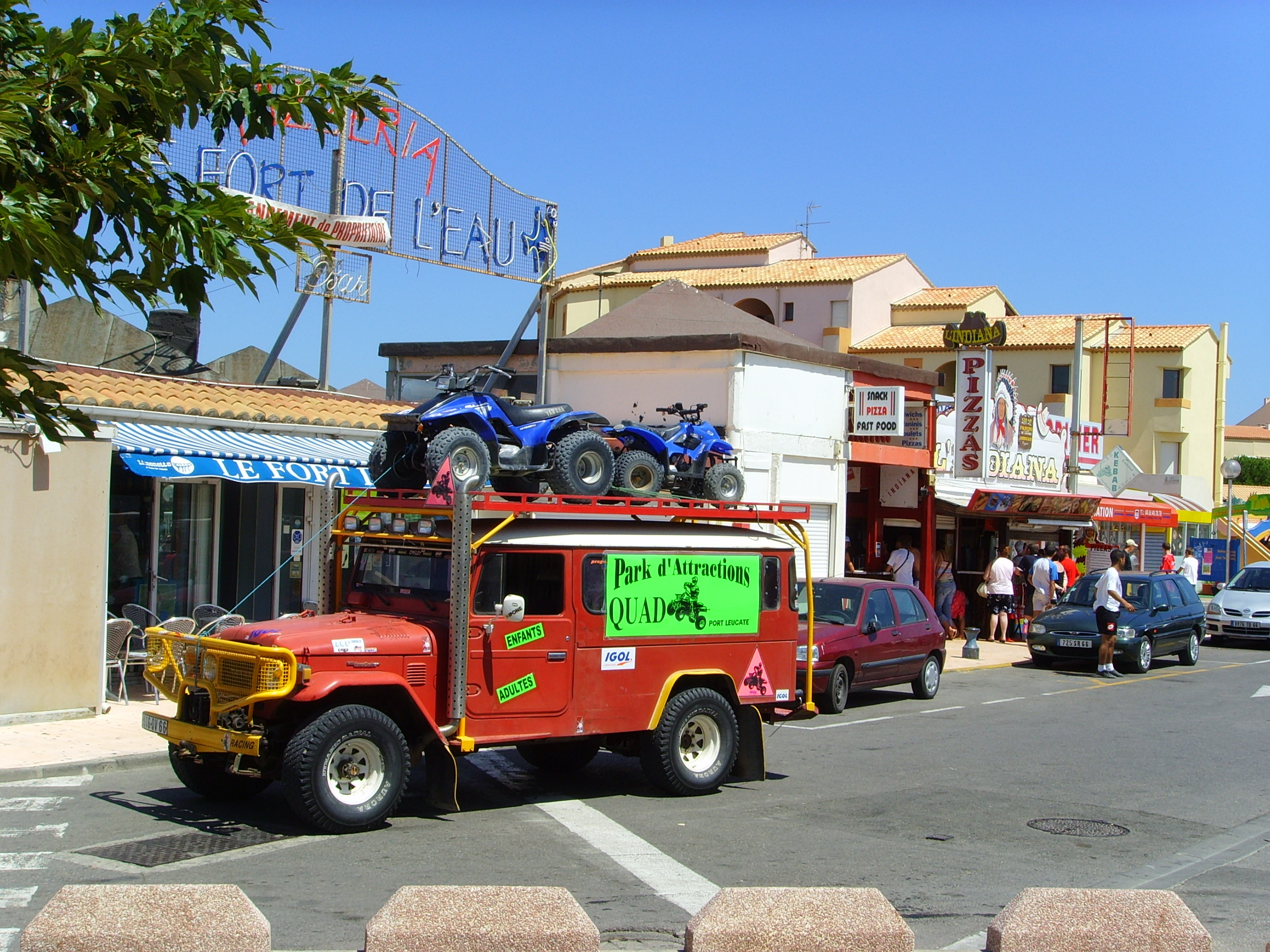
Schnellimbisse am Hafen

### Les Villages naturistes
Die breite und rund 1500 Meter lange Sandaufschüttung („Île de la Corrège“) zwischen der Hafeneinfahrt von Port Leucate, dem Centre Ostréicole (dem Austernzüchter-Hafen), dem Étang und dem Meer ist dem Naturismus vorbehalten, es kann also überall und jederzeit nackt umhergelaufen werden. Diese künstliche Nehrung entstand im Verlauf der Bauarbeiten für Port Leucate, Port-Barcarès und den Hafen von Port Leucate, als der Sandaushub genutzt wurde, um mehrere bereits vorhandene Sandbänke zu verbinden und zu erhöhen. Trotz der sieben hier angesiedelten FKK-Anlagen wirkt der auch öffentlich zugängliche, feinsandige Nacktbadestrand selbst in der Hauptsaison nie überlaufen.
Die „Villages naturistes“ von Leucate sind nach jenen am Cap d’Agde das zweitgrößte FKK-Quartier in Südfrankreich. Es besteht – von Norden nach Süden – aus den Ferienanlagen „Les Mas de la Plage“ (eingeschossige Reihenhäuser), „Eden“ (eingeschossige, kleine Reihenhäuschen) und „Ulysse“ (ein breiter, hochhausartiger Appartement-Komplex), einem geschützten Restbiotop mediterraner Dünen sowie den Ferienanlagen „Aphrodite“ (schmucke, kleine Reihenhäuser mit Appartements im Erdgeschoss und im Obergeschoss), „Oasis“ (bis zu dreistöckige Wohnhäuser mit üppig begrünten Innenhöfen) und „Les maisons de la jetée“ (Reihenhäuser mit eigenem Gartenanteil). Diese sechs Ferienanlagen grenzen, ohne trennende Uferstraße, unmittelbar an den Sandstrand. Der Anlage „Oasis“ ist zur Landseite hin eine Kleinsiedlung mit villenähnlichen Bauten angegliedert, „Aphrodite“ grenzt an einen kleinen Hafen für bootsbesitzende FKK-Anhänger. Ihm gegenüber auf einer Halbinsel in einer Meereslagune und im dahinter liegenden Gebiet befindet sich mit den „Jardins de Vénus“ die siebente und jüngste der FKK-Siedlungen. Die Lagune und der Hafen von „Aphrodite“ ist durch den chenal („Kanal“), an dem „Les maison de la jetée“ liegen, mit dem Meer verbunden.
Die familienfreundlichen Anlagen „Club Oasis“ und „Aphrodite Village“ werden von Franzosen, aber auch von zahlreichen deutschen, Schweizer, niederländischen und belgischen Gästen besucht. Oasis steht unter deutscher Leitung.

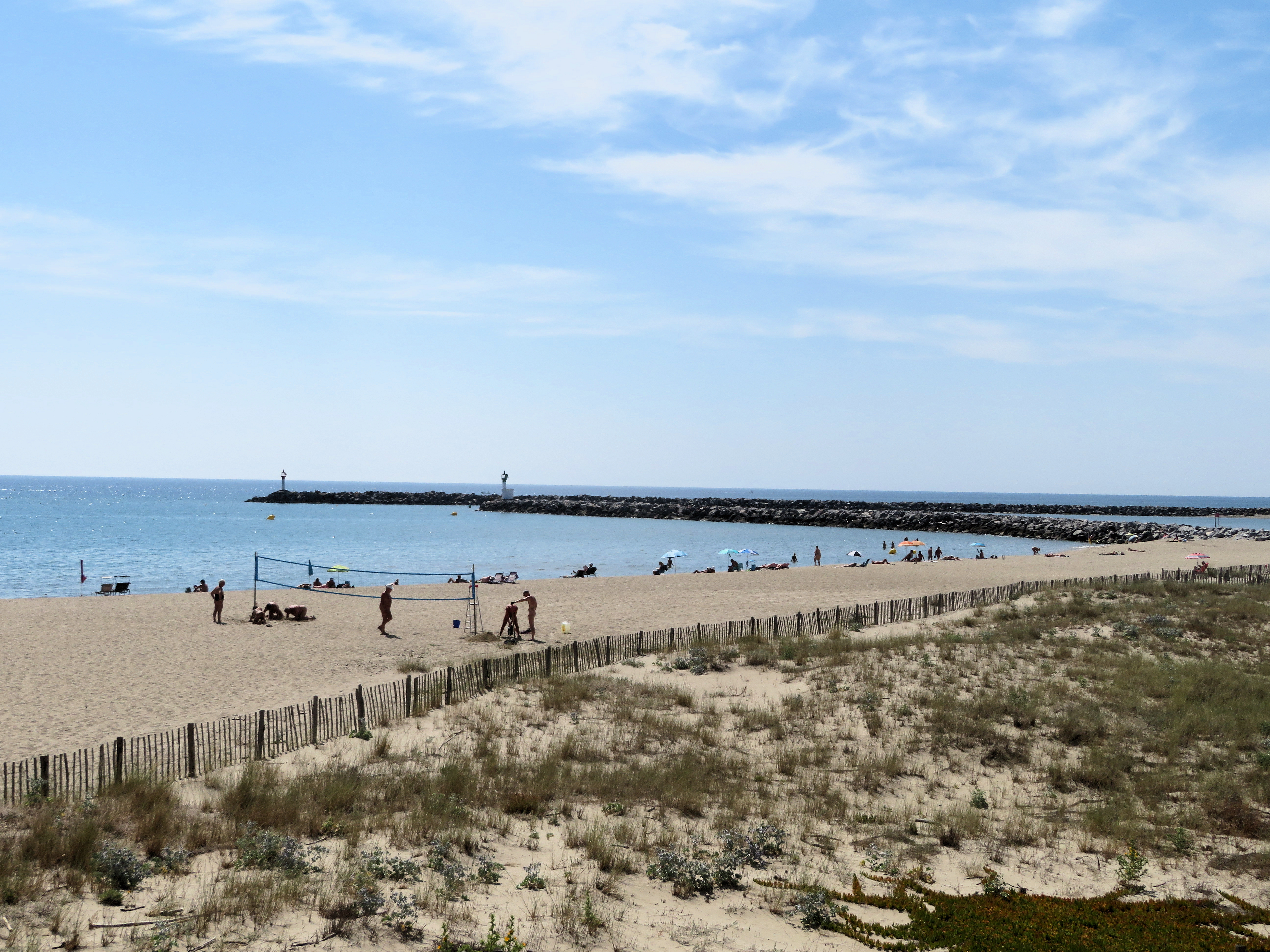
FKK-Strand vor „Oasis“ im Frühsommer
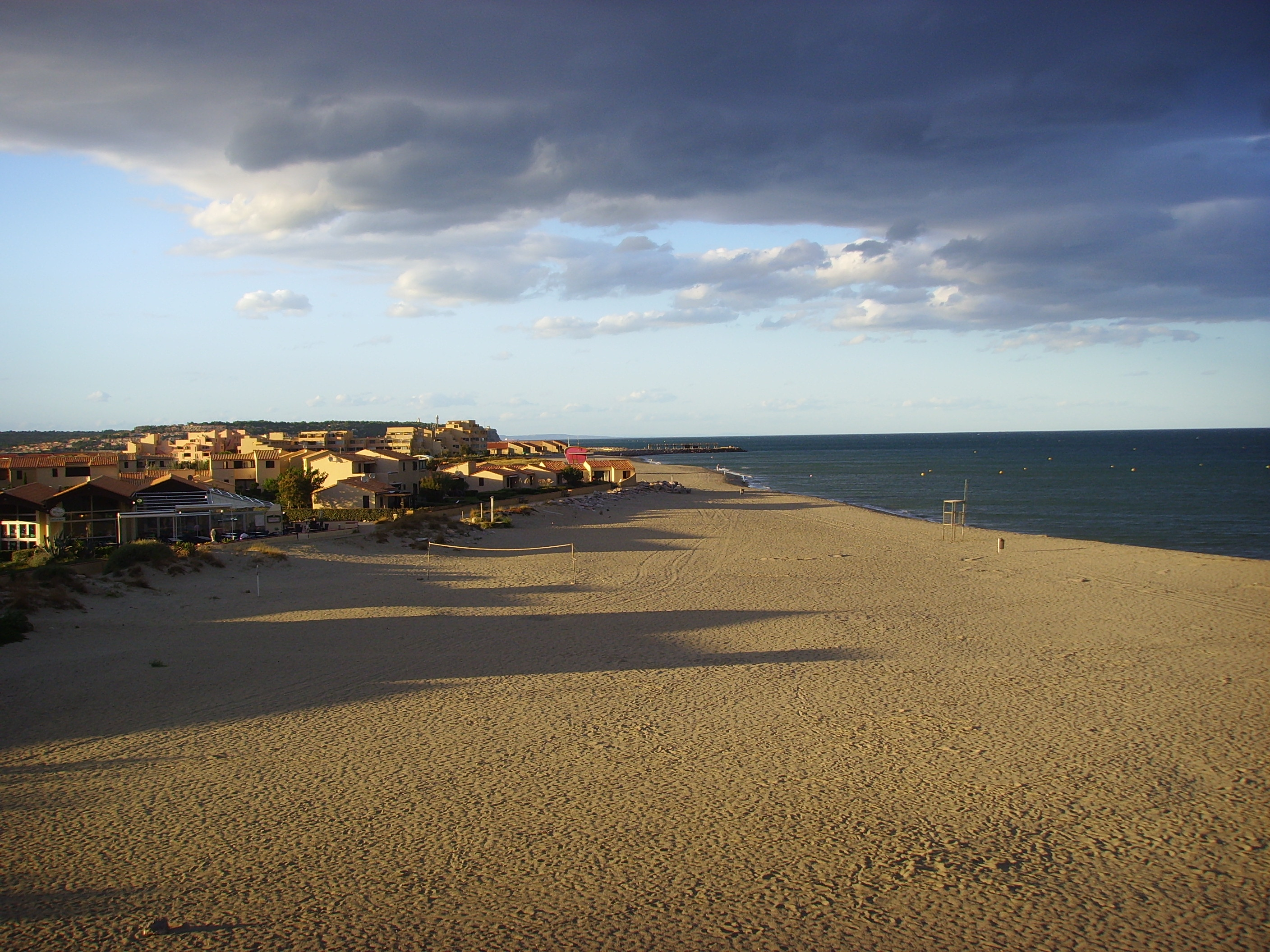
Der lange FKK-Strand im Abendlicht
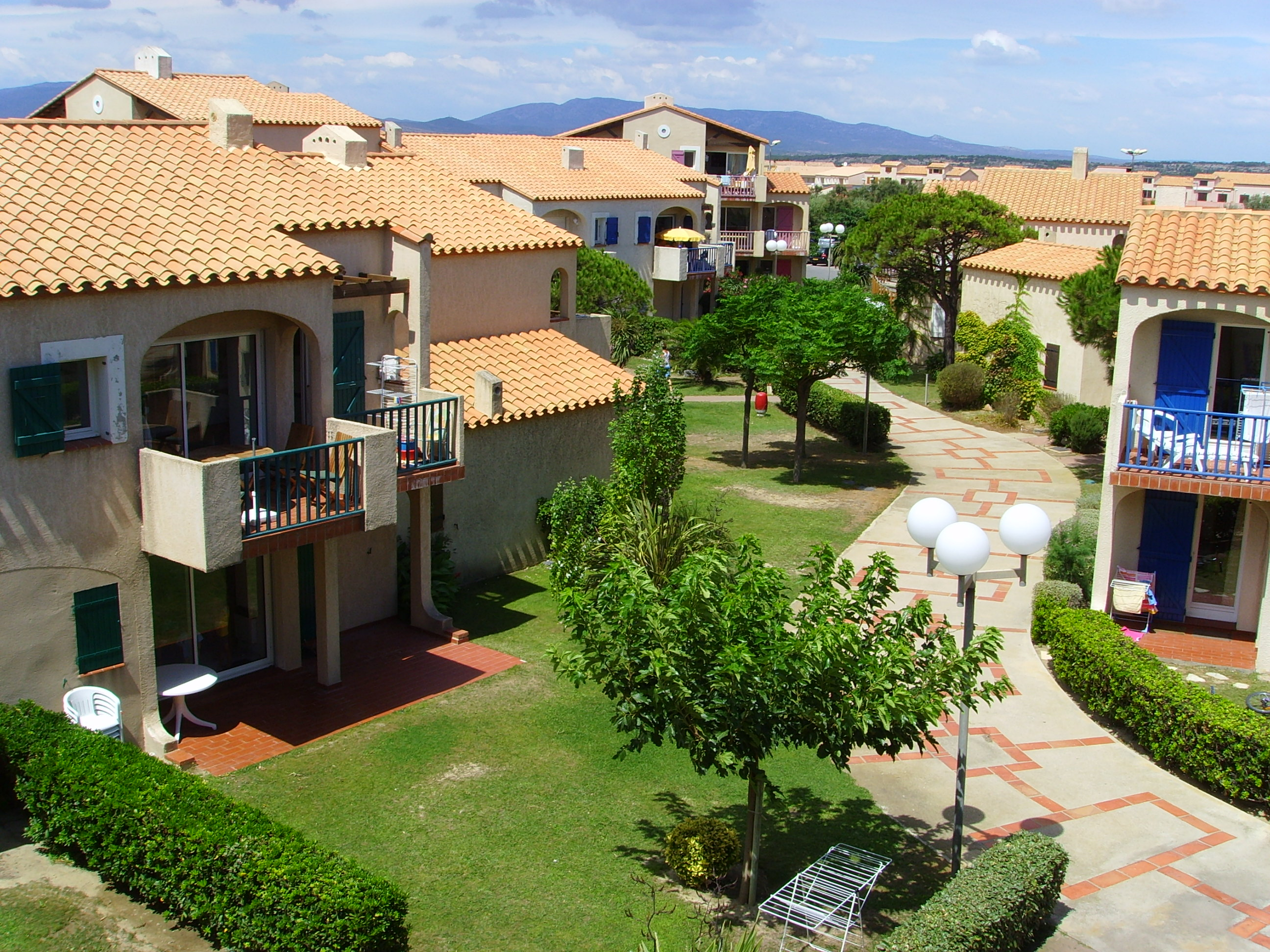
Begrünte Wohnbereiche („Oasis“)
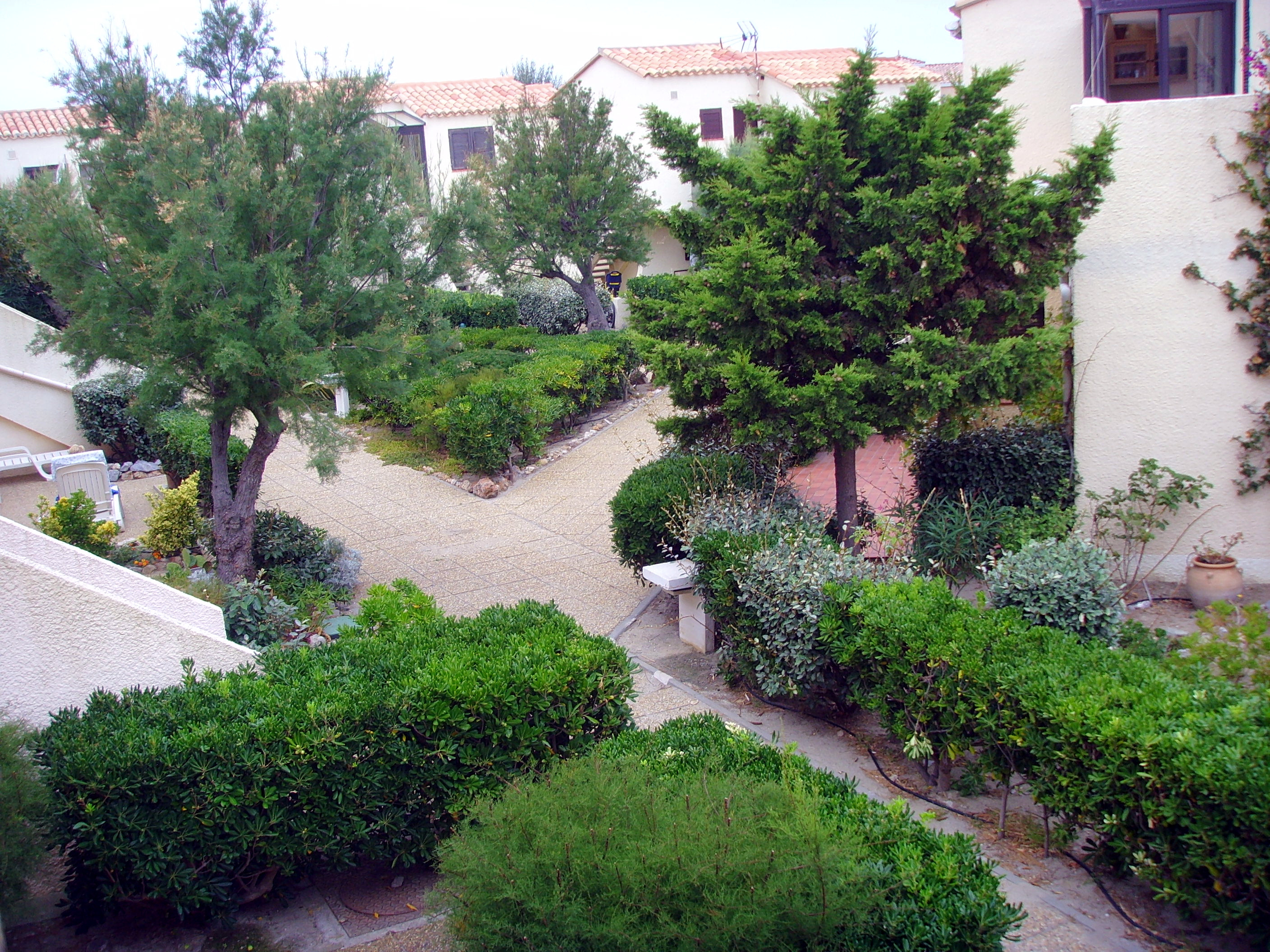
Begrünte Wohnbereiche („Aphrodite“)
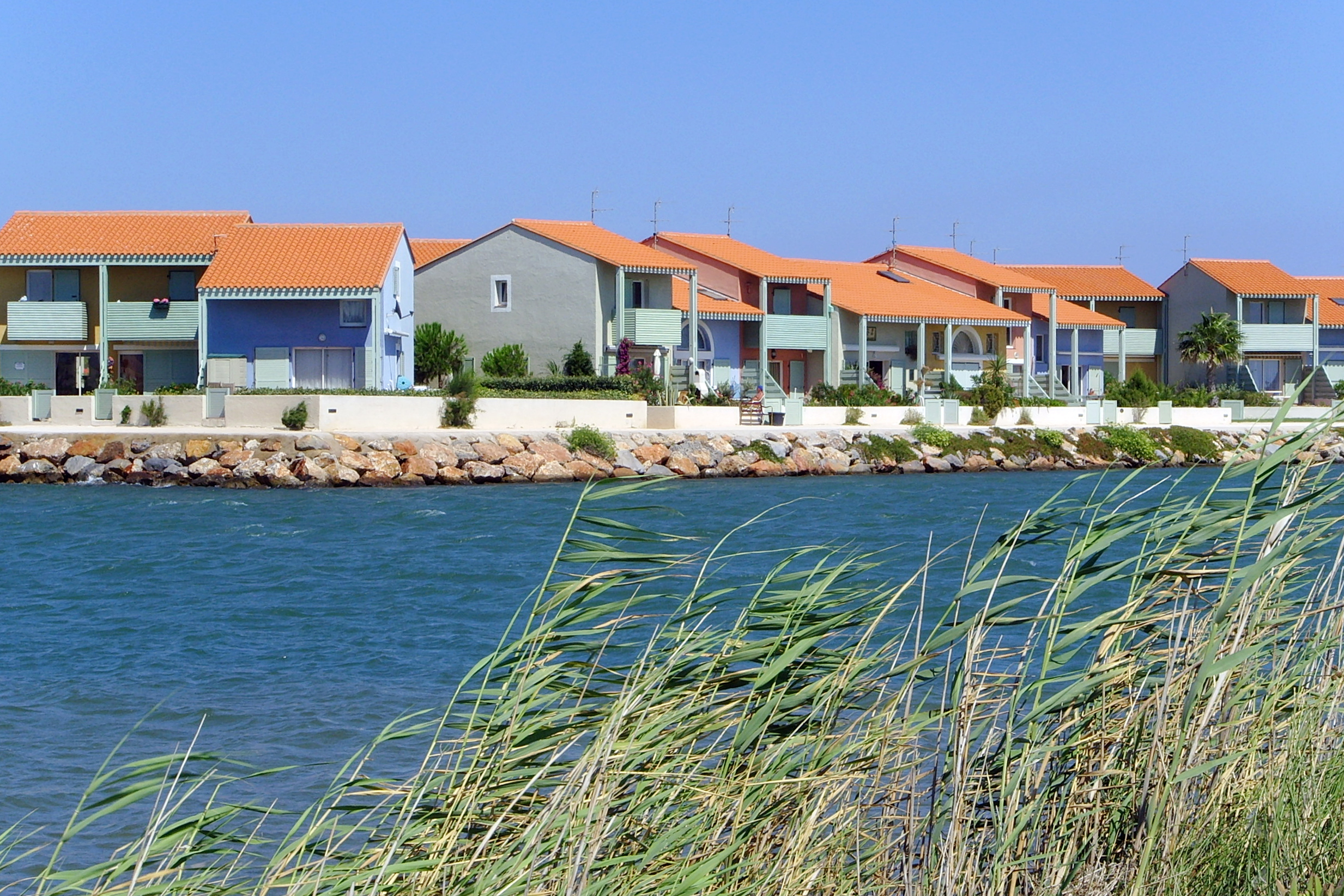
Häuser am Wasser („Maisons de la Jete“)

## Name

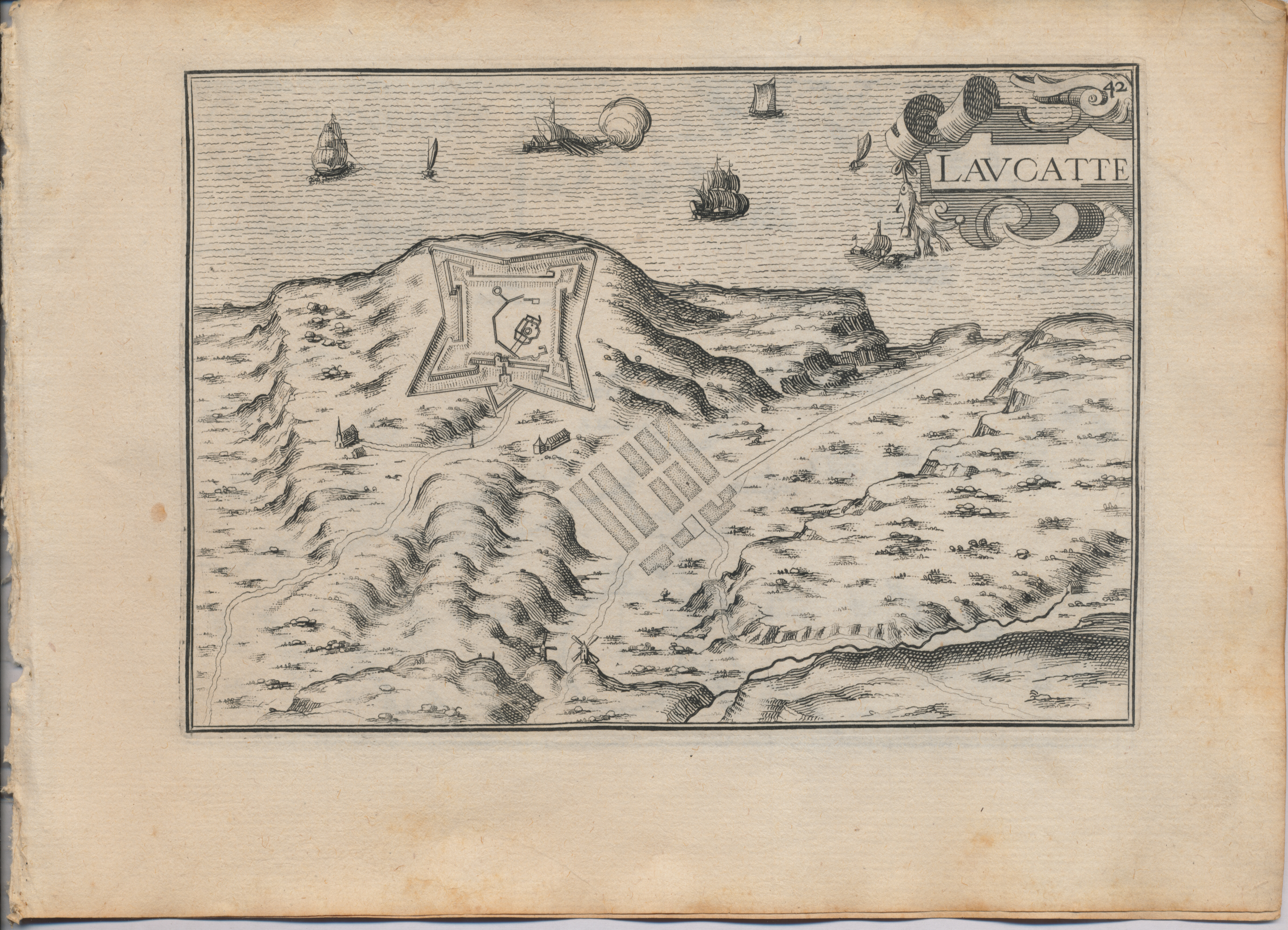
„Blick auf Leucate“ im Jahr 1634

Der Name des Ortes ist abgeleitet von den hellen Kalksteinklippen der Steilküste, die schon den antiken griechischen Seefahrern als Orientierung dienten und sie an die Insel Lefkada im Ionischen Meer erinnerten: leukos heißt auf Griechisch 'weiß'. Noch heute wird etwas abseits der Klippen am Cap Leucate ein Leuchtturm betrieben – und außerdem zwei moderne Konkurrenten: eine weiß verkleidete Sendeanlage des französischen Fernsehens und – unmittelbar am Rand der Klippen – eine Radarstation der französischen Marine zur Überwachung des Schiffsverkehrs in diesem Küstenabschnitt und eines nahen Übungsgebiets für Tiefflieger.

## Bevölkerungsentwicklung
| Jahr                       | 1962 | 1968 | 1975 | 1982 | 1990 | 1999 | 2009 | 2017 | 2019 |
| Einwohner                  | 1077 | 1233 | 1244 | 1968 | 2177 | 2732 | 4060 | 4428 | 4612 |
| Quellen: Cassini und INSEE |      |      |      |      |      |      |      |      |      |

## Wirtschaft

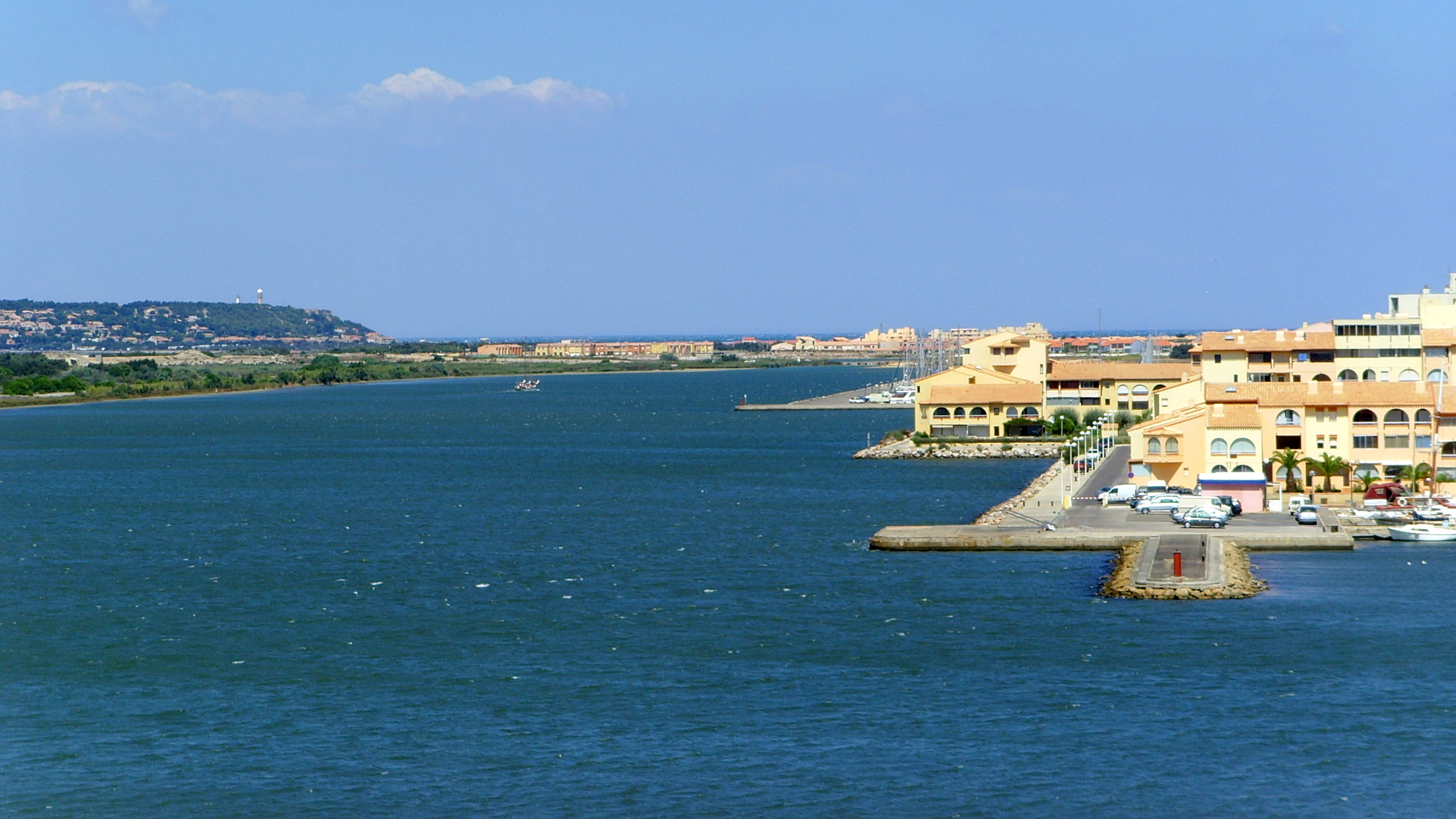
Port Leucate (vorn), Leucate Plage (links hinten) und die FKK-Siedlungen (Bildmitte)

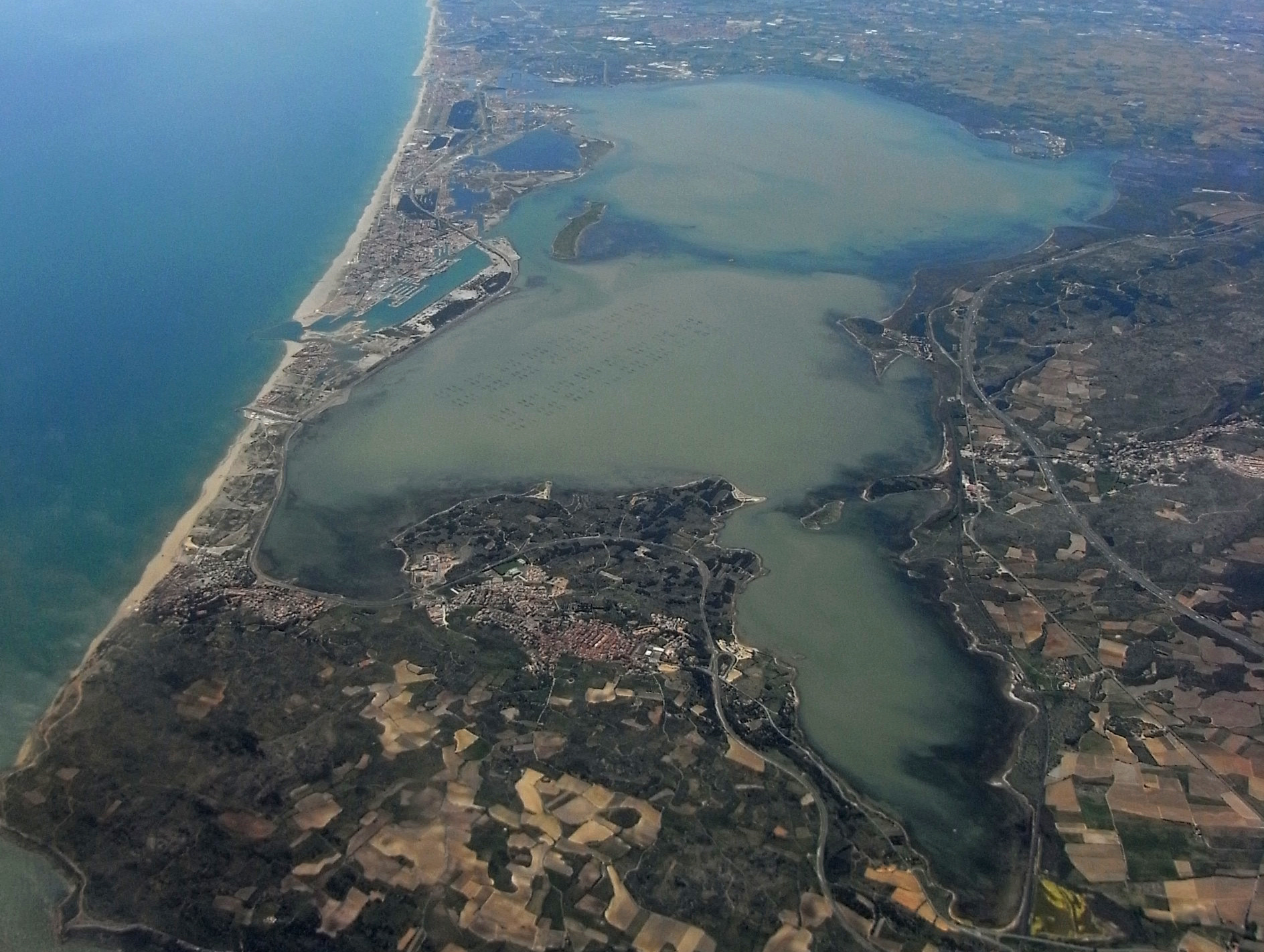
Blick über den Étang de Leucate

Die Gemeinde Leucate hat eine Fläche von 2355 Hektar, laut der Erhebung im Jahr 2009 lebten hier etwas mehr als 4100 Einwohner (2004: knapp 3400), die Hälfte davon in Leucate-Village. Im Juli und August steigt die Zahl der Bewohner während der französischen Schulferien – vor allem aufgrund der verdichteten Bebauung in Port Leucate – auf bis zu 60.000 Menschen an.
Haupteinnahmequelle der ständigen Einwohner von Leucate ist – neben dem Tourismus – der Weinbau. Leucate erstreckt sich in mehrere AOC-Gebiete, nämlich in den AOC Fitou (siehe auch Anbaugebiet Fitou), den AOC Corbières, den AOC Rivesaltes und den AOC Muscat de Rivesaltes. Im Étang de Leucate ou de Salses werden Miesmuscheln und Austern gezüchtet (mehrere hundert Tonnen pro Jahr): Liebhaber können sie direkt bei den Fischern in einem an der Verbindungsstraße von Leucate Plage nach Port Leucate gelegenen Centre Ostréicole „erntefrisch“ und vergleichsweise preiswert kaufen.

## Tourismus

Windsurfer bei Tramontane

Leucate erlangte unter jüngeren Touristen Beliebtheit wegen seiner für die Mittelmeerküste ungewöhnlich vorteilhaften Surfwetter-Lage, wodurch der große, meist sehr flache Étang de Leucate ou de Salses sich sowohl für Anfänger als auch für erfahrene Windsurfer als ein ideales Sportgebiet erweist. Ein gutes Surfrevier ist er deshalb, weil sehr oft ein kräftiger Wind weht – zum Leidwesen der reinen Badeurlauber, die sich entlang der rund 16 Kilometer langen, zur Gemeinde gehörenden Küste sonnen möchten. Die ablandige, kühle, trockene und oft böige Tramontane aus Nordwest baut sich auf, sobald sich über dem Mittelmeer ein Tiefdruckgebiet gebildet hat, und erreicht häufig Sturmstärke. Entlang der Autoroute A9 wird daher mehrsprachig auf großen Tafeln vor diesen gefährlichen Seitenwinden gewarnt, die insbesondere Gespannen mit Wohnanhängern zum Verhängnis werden können. Abgelöst wird die Tramontane des Öfteren schon nach wenigen Stunden Windstille vom so genannten Marin aus Südost, der die Folge eines stabilen Hochdruckgebiets über dem Mittelmeer ist. Der Marin weht zwar meist schwächer und weit gleichmäßiger als die Tramontane, bringt jedoch Feuchtigkeit vom Meer mit und sorgt so für Schwüle und Gewitterneigung.

## Persönlichkeiten

### Söhne und Töchter der Gemeinde
- Henry de Monfreid (1879–1974), Abenteurer und Reiseschriftsteller

### Weitere Persönlichkeiten, die hier wirkten und wirken
- Françoise de Cezelli (1558–1615), Militärgouverneurin der Festung Leucate und Kriegsheldin
- André Héléna (1919–1972), ein in Frankreich bekannter Kriminalschriftsteller („Le Central Hôtel“, „Les salauds ont la vie dure“) lebte in Leucate.
- Evelyne Marie France Neff (* 1941), deutsch-französische Politikerin und Bundesverdienstkreuzträgerin, lebt in Port Leucate
- Jacques Hiron (* 1946), Lokalhistoriker und Schriftsteller
- Christophe Neff (* 1964), Geograph, hat einen Wohnsitz in Leucate.

## Regelmäßige Veranstaltungen

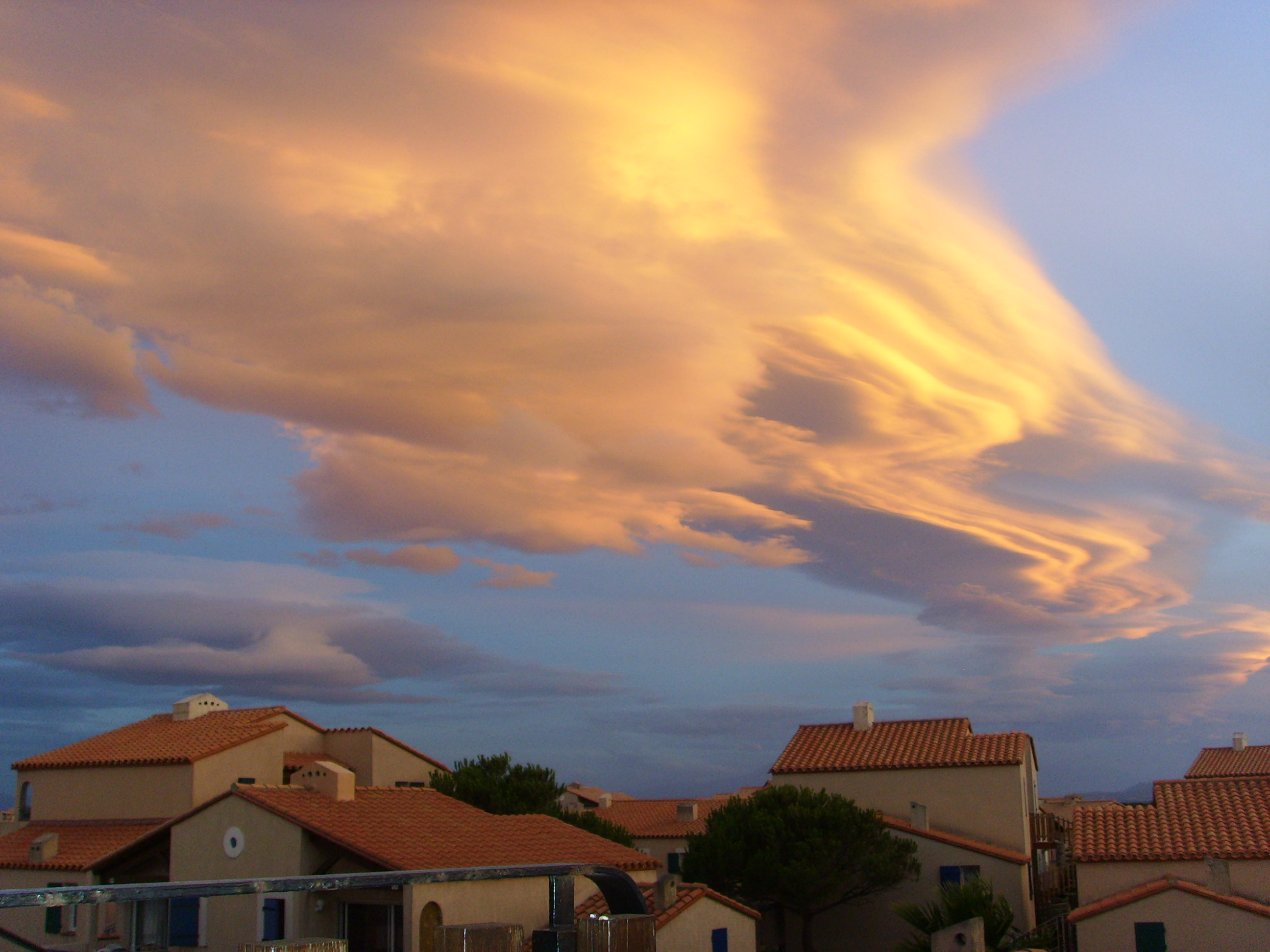
Wolken bei Tramontane

- Course Nature Vignobles Cap Leucate (jährlich Ende Januar/Anfang Februar): Ein Volkslauf über eine wahlweise 10 km oder 5 km lange Strecke auf Pfaden zwischen Weinbergen, Olivenbäumen und Garrigue auf dem Plateau de Leucate.[3]
- Mondial du Vent (jährlich im April): International renommiertes Wind-&-Kite-Surf-Event, das regelmäßig auch von Surf-Größen wie Robby Naish besucht wird und zudem alle paar Jahre ein Tourstop des Windsurf Worldcups ist. Rund um die Wettkämpfe findet ein buntes Rahmenprogramm statt.[4]
- Sol y Fiesta (jährlich immer ab Christi Himmelfahrt): Stark besuchtes dreitägiges Volksfest in Gestalt einer typisch mediterranen Fiesta mit Musik, Tanz und spektakulären Straßentheater-Aufführungen unter internationaler Beteiligung.[5]
- Voix d’Étoiles (jährlich im Herbst): Festival der „Zeichentrickfilm-Synchronstimmen“ - Viele Aufführungen neuer und bekannter Zeichentrickfilme, darunter auch Premieren/Vorpremieren.[6]

## Belege
1. ↑  Réception: Leucate Village Naturiste. (Memento vom 30. März 2018 im Internet Archive). Im Original publiziert im Jahr 2018 auf leucate.sitego.fr.
2. ↑  conseil-general: Statistische Daten zu Leucate. Zuletzt abgerufen am 16. Mai 2022.
3. ↑  La traditionnelle Course Nature des Vignobles Cap Leucate. Stand vom Januar 2024.
4. ↑  Mondial du Vent à Leucate La Franqui. Abgerufen am 19. Februar 2024 (französisch).
5. ↑  Sol y Fiesta. Festival international des spectacles de rue. Abgerufen am 19. Februar 2024 (französisch).
6. ↑  Zeichentrick-Filmfestival: Voix d’Étoiles. Abgerufen am 19. Februar 2024 (französisch).